# 風林火山 (NHK大河ドラマ)
『風林火山』（ふうりんかざん）は、2007年1月7日から12月16日まで放送されたNHK大河ドラマ第46作。

## 作品内容と反響
原作は、2007年に生誕百周年となる小説家・井上靖が1950年代初頭に執筆した同名小説『風林火山』で、井上作品の大河ドラマ化は初めて。武田信玄（晴信）の軍師として知られる伝説的人物、山本勘助の生涯を描く。戦国時代の甲斐国が舞台となった作品である。主人公の山本勘助を内野聖陽が演じた。
原作は勘助の武田家仕官から始まるが、本作は前半生にあたる放浪時代からスタートし、序盤は農民の娘・ミツとの悲恋など、オリジナルの展開となった。第12回「勘助仕官」から原作部分に入り、勘助が討死したとされる第四次川中島の戦いが最終回となった。ただ、第12回以降もオリジナルストーリーを基本に原作部分を組み入れる方式を取り入れており、第12回以降もオリジナルドラマの要素が強い。ホームドラマ的な要素が多かった近年の大河ドラマとは一線を画し、戦国時代の価値観に極力近づけていることを特色としている。しかし、堅苦しい話ばかりではなく、時々登場人物たちのユーモラスなやり取りも挿入され、緩急のある骨太な人間ドラマが繰り広げられた。戦国時代を扱った大河ドラマとしては視聴率に伸び悩んだが、原作小説を元に、各登場人物を個性豊かに描いた大森寿美男による脚本が評価を得た。制作統括の若泉久朗と大森は『てるてる家族』以来のコンビとなる。
一般の戦国ドラマでは登場することの少ない山城の姿はVFXを駆使して再現され、音楽は『ほんまもん』、『雪の女王』などの作品を手がけた千住明が担当。勇壮かつ重厚なオープニングテーマは大河史上でも傑作の評が高く、その後も民放やCMなどでしばしば流用されている。
オープニングタイトルの冒頭部分で、風林火山の句「疾きこと風の如く、徐かなること林の如く、侵掠すること火の如く、動かざること山の如し」が内野聖陽によって朗読されており、第30回放送分より新たに収録し直されたものを放送している。
本編・次回予告の後、関連する名所・名刹を紹介するコーナー「風林火山紀行」が設けられた。最終回では、武田家と上杉家のその後について紹介された。クランクイン当初は全49回（2007年12月9日終了）での放送予定だったが、番組の人気と、クライマックスである第四次川中島の戦いのロケで迫力シーンが多く撮れたことを理由に急遽1回分を増やし、全50回放送へと変更された。大河ドラマ放送途中での増話決定は例が無い。なおNHKが公開した「平成19年度収支予算と事業計画の説明資料」によると、1回当たりの制作費は6,080万円となっている。
最高視聴率22.9%、平均視聴率18.7%（視聴率は関東地区・ビデオリサーチ社調べ）。

### 配役
制作統括の若泉久朗は、「本格派かつ新鮮」「新鮮かつ重厚」をモットーとした配役を行った。
主演の内野聖陽は1998年『徳川慶喜』以来、2度目の出演で主役を射止めた。今回が大河ドラマ初出演となる板垣信方役の千葉真一を筆頭に、武田信玄役に歌舞伎の二代目 市川亀治郎、上杉謙信役にミュージシャンのGackt、ヒロイン由布姫役に新人の柴本幸、北条氏康役に大衆演劇の松井誠など、テレビドラマの出演を主としない俳優が主要キャストに名を連ね、加藤武・金田明夫・小日向文世・仲代達矢ら演劇をメインとする役者や、若手では池脇千鶴・桜井幸子・佐藤隆太・谷原章介・水川あさみなど、映画・テレビドラマ・演劇の各界で活躍する俳優陣が脇を固めた。キャストの発表時期は例年と比べて遅く、村上義清役の永島敏行や宇佐美定満役の緒形拳など、ドラマ後半の主要人物の多くは、放送時の6月以降に発表されたが、これは若泉の方針によるものである。
全体的な配役は一般的な知名度よりも演技力を重要視しており、そのため近年の大河ドラマに見られた配役傾向とは異なっているが、各出演者の演技は総じて評価されている。音楽の千住明と題字の柿沼康二が武田家の家臣役、山梨ことば指導の笠井一彦が僧侶役で出演した。

### 地元への影響
物語の主要な舞台となる山梨県や長野県ではブームに便乗して観光客誘致を行っており、観光収入も増加を見せている。特に1988年の『武田信玄』以来のご当地となる山梨県では甲府市において「風林火山博」を開催し、山梨県立博物館では大河ドラマにちなんだ企画展を開催するなど、アピール活動を行い、毎年4月に開催される「信玄公祭り」においても賑わいを見せた。特に2007年の信玄公祭りでは、大河ドラマのPRを兼ねて、勘助役の内野聖陽と信玄役の市川亀治郎を招き、パレードを行っている。一方で、山梨は首都圏からも近いため日帰りでの観光が主流であり、周辺観光施設への波及効果が薄いことも指摘されている。
勘助の遺髪塚や持念仏の摩利支天のある長谷寺や大林家の屋敷跡の碑や今川義元の胴塚などがある愛知県豊川市牛久保町辺りでも、観光客誘致を行った。
新潟県では上杉謙信役のGacktが2007年8月25日・26日に上越市・春日山地区で開催された「第82回謙信公祭」に同役で出演した（25日のみ）。参加した25日の出陣行列には18万5,200人、2日合計で20万3,100人が集まり、大きな経済効果があったと市長が答えている。これを受け、翌年以降も2009年以外、メインとなる出陣行列と川中島合戦に謙信役として毎年出演を続けており、1年のブランクのあった2010年でも24万人の動員を記録するなど、その評価は今なお高い。

### 劇中で使用された故事成語など
ドラマのタイトル「風林火山」は『孫子』の言葉であるが、ドラマの中でも故事成語が多用された他、戦国武将の名言とされている言葉がドラマの中でも登場した。以下に例示する。
| 使用された故事成語・武将の名言等 | 発言者            | 出典               | 意味等 |
| --- | ----------------- | ------------------ | --- |
| 兵は詭道也 | 武田晴信 山本勘助 | 孫子               | 戦争とは、敵をだます行為である。 |
| 利をもって合する者は窮禍患害に迫られて相棄つ 天をもって属する者は窮禍患害に迫られて相収む | 太原崇孚雪斎      | 荘子               | 利害で結ばれた者は、苦難に立てばやすやすと相手を見捨てる。 天命により信頼しあう者は、苦難にあっても助け合う。 |
| 鷦鷯深林に巣くうも一枝に過ぎず | 長尾景虎          | 荘子               | 鷦鷯（ミソサザイ）は広い林に巣をつくるが、実際必要なのはただ1本の枝である。分相応を説いた故事成語。 |
| 禍福は糾える縄の如し | 太原崇孚雪斎      | 史記（南越伝）など | 災いが福になったり、福が災いの元になることもある。 |
| 小善は大悪に似て大善は非情に似たり | 武田晴信          | 不明               | 小さな善行は良いことをしているように見えても、大悪に通じることもあり、大きな善行は非情に見えることもある。 |
| 人は城 人は石垣 人は堀 情けは味方 仇は敵なり | 武田晴信 板垣信方 | 甲陽軍鑑           | どれだけ城を堅固にしても、人の心が離れてしまったら世を治めることはできない。 情けは人をつなぎとめ、結果として国を栄えさせるが、仇を増やせば国は滅びる |
| 晴信行儀に於て、その外の法度以下に相違の事あらば、 貴賎を選ばず目安を以て申すべし、時宜に依り、 その覚悟を成すべし。 | 武田晴信 駒井政武 | 甲州法度           | 晴信がこの法度に反することがあれば貴賤を問わず申し出よ。 自分も罰せられるであろう。 |
| 大将によらず、諸侍とも義を専らにまもるべし。 義に違いては、たとい一国二国切り取りたりというとも後代の恥辱をいかがわ、 天運尽き果て滅亡を致すとも、義理違えまじきと心得なば、 末世に後ろ指をささるる恥辱はあるまじく候。 古き物語を聞きても、義を守りての滅亡と、義を捨てての栄華とは、天地各別にて候。 大将の心底たしかにかくのごときにおいては、諸侍義理を思わん。 その上無道の働きにて利を得たる者、天罰ついに遁れ難し。 | 北条氏綱 北条氏康 | 北条氏綱公御書置   | 大将から侍まで、義を大事にせよ。 義を違えては、たとえ一国二国切り取ったとしても、後世に恥辱を残す。 天運が無く滅亡しても、義理を守ることを心得ていれば、末世に後ろ指を指されることはない。 歴史を見ても、義を守っての滅亡と、義を捨てての繁栄とは、天地ほどの違いがある。 大将が義を大事にしておれば、諸侍も義を重んじる。 その上道に反して利を得ても、天罰は逃れがたい。                                                    |
| 運は天にあり。鎧は胸にあり。手柄は足にあり。 何時も敵を我が掌中に入れて合戦すべし。 死なんと戦へば生き、生きんと戦へば必ず死するものなり。 運は一定にあらず、時の次第と思うは間違いなり。 武士なれば、われ進むべき道はこれ他なしと、自らに運を定めるべし。 | 長尾景虎          | 春日山城壁書       | 運命は天が決めるものであり、鎧は自分の心がある胸を守るものであり、手柄は戦場でどれだけ動くかで決まる。 どんな時も敵全体を把握して手玉に取って戦え。 死ぬつもりで戦う者は生き残り、生き残るつもりで戦う者は死ぬ。 運命は天が決めるものであるが、変えられないものではなく、「運命には逆らえない」と思うのは間違いである。 武士であるなら、「自分が進むべき道はこれ以外にない」と覚悟して、自分で自分の運命を決めるべきである。 |
| 鞭声粛々夜河を渡る | 語り              | 頼山陽             | 頼山陽の漢詩「鞭聲肅肅夜過河 曉見千兵擁大牙 遺恨十年磨一劍 流星光底逸長蛇」の一節が、上杉軍が雨宮の渡しを渡河するシーンのナレーションに使用された。 |

## あらすじ
軍師としての仕官の口を求め諸国を流浪していた山本勘助は、甲斐国葛笠村で武田家家臣・赤部下野守に襲われた娘・ミツを助ける。やがて二人は恋仲となり、ミツは勘助の子を宿すが鹿狩りに出た甲斐国主・武田信虎に理不尽にも殺されてしまう。怒りに燃える勘助は謝意を表しに来た武田家宿老・板垣信方に襲い掛かるが、板垣に勘助の剣は通用せず、勘助は勢いに任せ武田家への仕官を請う。
武田家の内部に紛れてミツの敵を討たんとする勘助であったが、武田家の嫡男・晴信が信虎への謀反を志し、信虎の治世を改めようとしている事に気づく。やがて信虎の甲斐追放は叶い、勘助は正式に武田家へ仕官。「兵は詭道なり」の孫子の言葉を信条に持つ勘助の軍略は冴え渡り、数々の戦でその功を発揮。勘助に対する晴信の信頼はますます篤くなり、初めは勘助を疎んでいた武田家家臣団もやがて勘助を認めるようになる。また勘助の武田家への忠心は、晴信への復讐心に燃える晴信の側室・由布姫の心をも溶かしていった。
やがて軍師としての勘助の野望は、晴信に天下を平定させる事へと移った。その第一歩として晴信は信濃攻めに着手。信濃の強敵・村上義清を辛うじて打ち破った晴信と勘助であったが、その先の越後にはまだ見ぬ強敵がいた。越後の龍・長尾景虎その人である。越後の内乱を圧倒的な力で平定した景虎という人物に警戒心を抱く晴信と勘助。一方の景虎は他国を侵し続ける晴信に義憤を抱いていた。晴信と景虎という、二人の相容れぬイデオロギーはやがて川中島を舞台に激突する事となる。それはまた、勘助の軍師としての誇りを賭けた戦いの場でもあった。

## 登場人物

### 主人公とその一族

#### 山本家
山本勘助（やまもと かんすけ）
（源助→大林勘助→山本勘助）
演：内野聖陽（少年時代：山内颯）
本作の主人公。幼名は源助（げんすけ）。当初の姓は養家の大林（おおばやし）だったが、養父との縁を切った際に山本と復姓している。後に武田晴信から晴幸（はるゆき）の諱を与えられ、剃髪後は道鬼（どうき）と号する。また一時期、道安（どうあん）という偽名を用いた。
隻眼で足が不自由。軍神・摩利支天を守り神としている。物語序盤では猪突猛進かつ無節操な人物として描かれた。軍略に敏い反面、女心には疎いところがあり、晴信にたしなめられたこともあった。晴信との関係を「御館様が太陽であれば自身は月影のような存在」と語っている。
浪人時代に身ごもった妻・ミツを甲斐の国主・武田信虎に殺され、恨む。その後、ミツの件で村に訪れた板垣信方にその怒りをぶつけ、太刀を交えるが敗北し、その場で仕官を申し出る。家臣となり、信虎殺害の機会を得ようとしたが、謁見した信虎の嫡男・晴信に見抜かれ、断念させられた。信虎を討つために、駿河・相模へ仕官の口を求めて放浪。真田幸隆との縁で平賀源心勢に加勢し、信濃海ノ口城の戦いに参戦。3倍もの信虎の軍勢を相手に軍略を駆使して、1か月間耐え抜いた。信虎が駿河に追放された後は恨みを捨て去って晴信に心服し、板垣の推挙により武田家に仕えることとなる。
当初、板垣を除く家臣団には何者とも知れぬ勘助を訝しがられたが、やがて晴信の厚い信頼により軍師になり、周囲に自らを認めさせていった。武田の軍事・外交面で大きく働く一方、自ら使者として今川家や北条家に出向いたり、根来衆に扮して間者として越後にも赴くなど、晴信の手足として働く。甲斐を天下に二つとない強国にしようと、晴信の前で駿河・越後を貫き、二つの海を手に入れる構想を打ち出す。晴信の側室・由布姫を慕い、彼女と晴信との間に生まれた四郎を武田家当主にしようと尽力する。由布姫の死後、彼女の遺言を受けてリツを養女とし、川中島の決戦に赴く際には出陣の見送りに来たリツに対し、リツが城であれば自身はそれを照らす月影として照らし続けていたいとの旨を告げ、父性愛を示した。
川中島の決戦では啄木鳥戦法を献策するも上杉軍に見破られ、自ら出陣して単騎で上杉政虎の首級を狙うも果たせず壮絶な討ち死にを遂げた。
リツ
演：前田亜季
原虎胤の末娘。虎胤から勘助の話を聞かされて以来、勘助に並々ならぬ関心を寄せており、積極的に接近する。村上攻めが本格的になり始めた頃から、戦に執着し過ぎる勘助を懸念した晴信の意向もあって、山本家へ通いつめ、女房同然の振る舞いをする。勘助は頑として受け付けようとはしなかったが、それでも諦めず、於琴姫のもとへ通いつつ、独り身のまま勘助を想い続ける。その後、由布姫の遺言を受けた勘助の養女となった。
養女となってからも勘助を「旦那様」と呼び、婿をとることを拒否し続けていたが、香坂虎綱に告白されたことから、「父上」と呼ぶようになり、川中島の決戦を前に勘助たちの出陣を見送る際、戦が終わったら虎綱と祝言を挙げることを勘助に約束した。
最終回では勘助から託された摩利支天像を見て彼の死を感じ取り、涙を流した。
山本貞久（やまもと さだひさ）
（藤七→山本貞久）
演：光石研（少年時代：松川尚瑠輝）
勘助の兄。幼名は藤七。今川家に仕える。花倉の乱の際には使者として武田家を訪れ、前島昌勝の案内で、信虎に玄広恵探への援軍を送るよう直訴。信虎の裏切りに遭うも恵探陣営で戦い、武田への復讐のため梅岳承芳（今川義元）陣営についていた勘助と敵対。福島彦十郎を逃がすため勘助と一騎討ちを行い、勘助の目の前で自刃。介錯は勘助がつとめた。成長後も浪人として諸国を放浪していた勘助に「まだ己が見えぬか」と、仏門に入るよう言い続けていたが、子供の頃、勘助をいじめた者を懲らしめたり、勘助に立派な武士になるように促したり、さらには勘助との一騎討ちの際、立派になったと褒め、子供がいないため山本家を継ぐように伝えたりと、兄としての優しい一面を持っていた。
安（やす）
演：あめくみちこ
山本貞幸の後妻。勘助の母。庵原忠胤の姪。源助（勘助）の隻眼や足が不自由なことに対し自責の念に駆られている。源助が仏門にはいることを望んでいたが、大林家へ養子に赴く源助を見送る。
山本貞幸（やまもと さだゆき）
演：伊藤高
勘助の父。身体が不自由な源助（勘助）を悲観し、侍になりたいという源助の願いを退け、出家させようとする。兄の藤七に立ち合いを挑んでまで侍に執着する源助だったが、貞幸が兄の藤七を応援した姿は源助にショックを与えた。

#### 勘助と関わる甲斐国の人々
ミツ
演：貫地谷しほり
甲斐国葛笠村の百姓の娘。父親と長兄を今川氏との戦いで亡くし、雑兵の襲撃により母親も殺されたため、次兄の伝助（河原村伝兵衛）と暮らしていた。不遇な身の上のため、侍の嫁になることを強く願っており、同じ村の平蔵からの想いには目をくれなかった。武田家家臣の赤部下野守に襲われたところを勘助に助けられ、やがて恋仲となり彼の子を宿したが、勘助は仕官先を求め、村を去ってしまう。勘助が村に戻ると夫婦同然の生活を送るが、武田信虎の気まぐれで腹の子共々不条理に殺されてしまう。勘助が高野山で得た摩利支天像はミツの形見として、物語のキーアイテムとなる。
最終回ではこれまでの勘助の軌跡を振り返った映像とナレーションの後、彼女が存命中に勘助へ語りかけた言葉でドラマは締めくくられた。
河原村伝兵衛（かわらむら でんべえ）
（伝助→河原村伝兵衛）
演：有薗芳記
葛笠村の元住人で、ミツの兄。当初は伝助（でんすけ）という名前だった。兄妹二人で暮らしていたが、ミツの死後は足軽として板垣信方の家来となり、名を河原村伝兵衛と改めた。信虎追放の際には、槍を構えて信虎と対峙し、ミツの無念を晴らす。その板垣が死を迎えることとなった上田原の戦いでは、村上勢の注意を引くべく晴信の影武者を務めた。板垣に対する忠誠心は揺るぎなく、塩尻峠の戦いの勝利後、板垣の後を追おうと自害を図ったが勘助に止められる。その後は勘助の家来となるが、言葉遣いなど対等に接していた。紀州根来寺に滞在して鉄砲の指南を受け、その使い手となる。勘助と共に根来衆に扮して長尾家に潜入した際は、長尾景虎にわざと難しい撃ち方を指南する。長く独り身であったが、真田の素破である葉月に心を寄せ、2人で敵地潜伏中に葉月へ求婚し、結ばれる。川中島の決戦では勘助の軍勢の一員として戦い、合戦後に首を取られた勘助の遺体を発見、武田本陣に持ち帰った。
葛笠太吉（くずかさ たきち）
（太吉→葛笠太吉）
演：有馬自由
元は葛笠村の百姓。妻・おくまとの間に7人の子供に恵まれる。ミツの死後、伝兵衛と共に板垣信方に仕え、葛笠の姓を賜る。後に武田家に仕えた勘助の第一の家来となった。勘助の屋敷に家族で入り、女房のおくま共々、生来の明るさと人なつこさで勘助を支える。大真面目な勘助とにこやかな太吉のやり取りは好対照となった。川中島の決戦では勘助の軍勢の一員として戦い、合戦後に上杉軍から勘助の首級を奪還、武田本陣に持ち帰った。
おくま
演：麻田あおい
太吉の妻。7人の子を儲け（うち2人は早世）、妻子のいない勘助の家を明るくする。
葛笠茂吉（くずかさ もきち）
演：内野謙太
太吉の長男。勘助に従って父と共に戦場に出る。
熊吉（くまきち）
太吉の次男。勘助に従って父とともに戦場に出る。後に他家へ養子へ出される。
与吉（よきち）
太吉の末男、末っ子。後に他家へ養子へ出される。
ヤエ
太吉の長女。
トメ
太吉の末娘。
佐助（さすけ）
茂吉の長男。

#### 大林家
大林勘左衛門（おおばやし かんざえもん）
演：笹野高史
勘助の養父。侍に執着する源助（勘助）に同情して養子にした。長らく子ができなかったため勘助を養子にするも、勘助が修行に出ている間に嫡子が生まれ、なおかつ一武家としての大林家の現状に安堵していた思いから大林家の名を天下に広めようと考える勘助を廃嫡しようとする。帰郷した勘助を温かく迎えるが、今川家に仕官を望んだ勘助が持参した赤部下野守の首級を、嫡子・勘兵衛の手柄にすり替えた。そのことを一切責めず大林家から出て行った勘助に実父母がすでに死んでいたことを伝え、勘助には申し訳ない気持ちでいた。
菊代（きくよ）
演：水沢アキ
大林勘左衛門の妻。長く子が生まれなかったが、養子とした勘助が成人した後に勘兵衛を産んだため、勘助を邪険にした。
大林勘兵衛（おおばやし かんべえ）
演：門野翔
大林勘左衛門の嫡男。母親には溺愛されるが、戦を恐れる不甲斐ない若者。

### 武田家

#### 武田一門
武田信玄（たけだ しんげん）
（武田勝千代→武田晴信→武田信玄）
演：市川亀治郎（少年時代：池松壮亮）
甲斐の大名。幼名は勝千代（かつちよ）、長じて晴信（はるのぶ）と諱する。通称は大膳大夫。
武田家嫡男として生まれるが、父の信虎から疎まれる。板垣に庇護されていたが、やがて自ら家臣たちを動かして信虎を追放し、武田家当主となる。勘助との初対面で武田を恨み、獅子身中の虫となって信虎に復讐しようとしていた勘助の心中を見透かして諭し、後に武士としての誇りを一度は奪うことで勘助の心を動かすなど、徳のある人物として描かれる。
初陣にて信濃海ノ口城の平賀勢を油断させ、鮮やかな勝利を収めるなど軍略に秀でているが、勘助・板垣ら家臣らに全幅の信頼を置く。しかし物語の中盤では、由布姫の何気ない一言がきっかけで自ら策略をめぐらし、勝ち戦が続いたこともあり、勘助らの諫言を退ける慢心や、その反動で負け戦を恐れる人間的弱さも描かれた。後に板垣と甘利の討ち死ににより心を入れ替える。物語後半では長尾景虎を討つ大義名分を得るべく信濃守護になると共に、由布姫への想いから勘助ら家臣と出家し、信玄と名乗る。
川中島の決戦では勘助の策を受け入れ武田軍の本隊を率いて八幡原に布陣、策を見抜いた上杉軍により窮地に陥り、上杉政虎から斬りかかられるという事態になるが、勘助や信繁達の働きもあり別働隊が来るまで持ち堪えることができた。
由布姫（ゆうひめ）
演：柴本幸
諏訪頼重の側室の娘で庶子。武田の侵攻によって父を失い、自害ができずにいるところを勘助が見つけ出した。彼女の自害を嫌がり、生きようとする姿に勘助はミツの姿を重ねる。晴信への復讐心に燃えるが勘助の懸命な努力で晴信の側室となり、四郎（後の勝頼）を産む。
しばらくの間は側室となってからも晴信に対しては心を開かなかったが、やがて愛と復讐心から来る殺意という相反する感情を抱くようになる。が、勘助の説得を受け、晴信に心を開くようになった。その後、晴信と顔を合わせる機会が少なくなり、さらに第二の側室・於琴姫の存在に心を乱され、一時は人間不信に陥るも、大井夫人の言葉を受けて心を落ち着かせた。
誇り高く勝気な性格の美女で、晴信や四郎とともに故郷を持たない勘助が心から慕う存在となっていく。勘助に四郎を武田家の跡取りとして育てることを打ち明け、その行く末を託すと共に妻を娶るように遺言を遺し､この世を去る。
その後、勘助が川中島の決戦を前に彼女の墓を訪れ、初陣として四郎を連れていくことを告げた際にも幻影（霊体）として登場し、「勘助、なりませぬ」と述べた。これを勘助は四郎の出陣に対する引き止めと判断し、四郎の出陣を見送らせたが、実は勘助を止めようとしており、川中島の決戦でも幻影として現れて勘助を引き止めようとしていた。
武田信虎（たけだ のぶとら）
演：仲代達矢
甲斐国主、晴信の父。通称は陸奥守。勘助の恋人・ミツを殺したことで、勘助が武田家に恨みを抱く原因を作った。戦乱の続く甲斐を統一、肥沃な信濃進出を度々企て、家臣・領民の反感を徐々に買っていく。また、長男の晴信を駿河に廃嫡し次男の信繁を跡取りとしようとしていた。これらのことから、家臣団の謀反に遭い駿河に追放されるが、心の底では晴信の武将としての力量を誰よりも認めていた。掌中で胡桃を弄ぶのが癖で、晴信もこの癖を受け継いでいる。
大井夫人（おおいふじん）
演：風吹ジュン
信虎の正室、晴信らの母。もとは大井氏の娘で、父が信虎と和解した際の人質として嫁いできた。母として息子たちを導くも、信虎追放を機に出家し、「お北様」と呼ばれるようになった。常に菩薩のように慈愛に満ちた笑みをたたえ、息子達のみならず家臣達の相談相手も務めていた。勘助を重用する晴信を「影を負う者を求めている」と評した。信濃への侵攻を続ける晴信に、信虎の面影を見るようになる。上田原の合戦にて敗れて悄然と帰還した晴信に対し、その心の乱れや慢心を厳しく諌めた。勘助が越後で捕らわれている間に病に倒れ、武田家の行く末を案じながら世を去る。また、信玄（晴信）の弁によれば禰々と諏訪頼重の忘れ形見である寅王丸のことを誰よりも案じていたという。
三条夫人（さんじょうふじん）
演：池脇千鶴
晴信の正室。公家の三条家の出身。今川家の仲立ちにより晴信と婚約。美人で淑やかな妻・母として晴信と武田家を支える。武田家に降った由布姫にも偶然、晴信から由布へ送られた歌を見て、嫉妬心から思わず嫌味を口にしてしまうが、それ以降は彼女に慈悲をかけるようになった。勘助に対しては仕官した時期が次男・信親の失明した時期と重なったことや由布姫を支持していることもあり、快く思っていない。最終回では於琴姫の元を訪れ、空を眺めながら雲になって風の吹くままに流れてみたいと自分の望みを語り、信玄と勘助についてはその風を起こす者と評した。
武田信繁（たけだ のぶしげ）
（武田次郎→武田信繁）
演：嘉島典俊（少年時代：園部豪太）
晴信の弟。幼名は次郎で、成人後は左馬助とも称する。晴信とは異なり信虎の寵愛を受けるが、信虎追放の際には晴信に与し、その後も晴信の片腕として支える。文武に秀でた名将。傅役は諸角虎定。
川中島の決戦では武田本陣の危機を打開すべく上杉勢の前に出るも、柿崎景家に討ち取られる。戦が終了した後に諸角と共に遺体は回収され、その痛ましい姿を見た信玄は在りし日の彼の姿を思い浮かべながらその死を悼んだ。
武田義信（たけだ よしのぶ）
（武田太郎→武田義信）
演：木村了（幼少時代：加藤清史郎 少年時代：小林廉）
晴信と三条の間に生まれた第1子で、幼名は太郎（たろう）。武田家嫡男として育てられる。諏訪家を服属させるためとはいえ、父・晴信が由布姫を側女にしたことに母・三条が苦しんでいたのを気にしており、勘助とはそりが合わなかった。川中島の決戦では武田本陣の危機を打開すべく討って出ようとするが、武田の嫡流を守らんとする勘助から嫡男たる義信と自分の命とでは価値が違うことを理由に命を粗末にしないよう諌められたことに加え、信玄を守る立場であることを説かれてそれを断念する。その際、勘助から四郎と武田家の行く末を託された。
武田信廉（たけだ のぶかど）
（孫六→武田信廉）
演：松尾敏伸（幼少時代：伊藤瑞稀 少年時代：吉田理恩）
晴信の弟、武芸よりも絵画など文芸に秀でており、晴信は合戦よりも外交に重用していた。
勝沼信友（かつぬま のぶとも）
演：辻萬長
甲斐勝沼領主、信虎の弟、晴信の叔父。兄・信虎が勝千代（晴信）を疎んじていることを気にかけていた。山中湖畔で北条勢の猛攻に遭い討ち死にした。
於琴姫（おごとひめ）
演：紺野まひる
武田一門の油川信友の娘で、晴信の第2の側室として甲斐府中へやってくる。勘助は嫉妬心を抱く由布姫の心中を慮り、暗殺に赴いたが（由布姫からは「於琴姫の心中を探ってきてほしい」とだけ頼まれており、暗殺は勘助の独断である）、そのやる気をそいでしまうほど、穏やかで明るい性格の女性。最終回では3人目の子を身ごもっており、自分の元を訪れた三条夫人の気遣いに感謝の意を示し、川中島で死闘を繰り広げる信玄達とは対照的に三条と共に穏やかな時を過ごす姿が描かれた。
綾姫（あやひめ）
演：平田薫
三国同盟を実現させるべく、今川家から武田家に輿入れして義信の正室となり、彼との間に娘を授かる。この輿入れはその美貌で武田家嫡男である義信を骨抜きにしようという雪斎の発案によるものであった。
梅（うめ）
演：福田麻由子
晴信の長女。生母は三条夫人。三国同盟締結のために、北条家へと嫁ぐ。その旨を晴信が家臣たちの前で発表した際、幼くして他国の地へ嫁ぐことを不憫に思った三条は、目に涙を浮かべながら彼女を抱きしめた。梅も母の愛を感じとってもらい泣きし、涙の別れとなった。
菊（きく）
晴信の次女。生母は三条夫人。
諏訪勝頼（すわ かつより）
（四郎→諏訪勝頼）
演：池松壮亮（少年時代：斉藤圭祐）
晴信の4男で、由布姫との間に生まれる。幼名は四郎（しろう）。由布姫の元で育てられ、武田・諏訪両家の血を引く者として将来は諏訪家を継ぐことを期待されていたが、由布姫は勝頼を武田家の跡継ぎとして育てて欲しいと勘助に密かに言い残して他界する。由布姫の存命中、彼女の元をしばしば勘助が訪れていたため、勘助とは面識があり、後に勘助から陣形などを学んでいる。勝頼の存在は、由布姫亡き後の勘助の生きがいそのものであった。
川中島の決戦で初陣を果たそうとするが、勘助に留守を守るよう引き止められた。
のちに異母兄・義信が廃嫡されると嫡男となり、信玄の死後に武田家を継ぐ。その後上杉家と同盟を締結する。織田信長による侵攻の際に天目山にて自害。
真理姫（まりひめ）
演：山内亜美（幼少時代：北村燦來）
晴信の三女で生母は於琴姫。木曾義康を服属させるため、義康の嫡男の元に嫁ぐ。この提案は由布姫によるものであった。

#### 武田家臣とその家族
板垣信方（いたがき のぶかた）
演：千葉真一
武田家重臣・両職の一人。通称は駿河守。幼少から傅役として晴信を支える。父の警戒を恐れて夜な夜な遊蕩にふける晴信を、「飽かなくもなお木の元の夕映えに月影宿せ花もいろそふ」の歌を引き、自分の前でうつけの真似をしないよう、涙ながらに諌める。晴信からは「真の父と思うておる」と言われるほどの信頼を寄せられている。信虎追放に際しては、甘利虎泰と飯富虎昌を説得して家内をまとめて、中心的役割を果たす。
重臣・両職でありながら戦場では率先して戦い、山中湖畔における北条氏綱・氏康軍との戦での働き、ミツの件で勘助と戦いその首に刀を突きつけ降参させる、信濃海ノ口城の戦で平賀源心の家臣・武藤永春が晴信に斬りかかってきた時に盾となり戦い永春を倒し晴信を守る、桑原城での戦など、武芸にも秀でている一面を見せている。
一度は勘助を自分の家来に召し抱えたものの逐電され、再会した海ノ口城攻略時、信虎追放時にはいずれも斬殺、射殺しかけるも晴信に制される。信虎追放後に駿河の今川家へ出向いた折、青木大膳に襲われて勘助に助けられるが、これが勘助の計略であると見抜く。しかし勘助を武田家へ推挙し、勘助はようやく仕官することができた。その後は重臣たちから、何かと訝しげに見られる勘助をその都度擁護してきた。武田が諏訪を傘下に治めた後、甲府を離れて郡代となり着任。その後、晴信が慢心して戦に走るようになり、これを諌め、武田家安泰を図る。上田原の戦いでは勘助に晴信を照らす月影となれと言い残し、先鋒として獅子奮迅の働きの後、壮絶な討ち死にを遂げる。
生前に「南無諏方南宮法性上下大明神」の神号を書いた軍旗を作成しており、この旗が諏訪衆の心を掴んで塩尻峠の戦いで武田軍に勝利を呼び込む。戦後、晴信の前に幻影となって現れ、晴信は「なぜ死んだ」と深く慟哭した。
甘利虎泰（あまり とらやす）
演：竜雷太
武田家重臣・両職の一人。通称は備前守。信虎からの信頼が厚く、亡き武田家の名軍師・荻原常陸介の後を継ぐ者と評された。信虎追放時には最終段階で計画を知らされ動揺したが、葛藤に苛まれつつも断腸の思いで主君の追放に加わった。新参者で軍師として迎えられた勘助を「騙り者」として毛嫌いしており、反勘助派の急先鋒だったが、上田原の決戦を前に「戦の勝ち負けとは、何を守り何を失うかである」と、戦の本質を説く。諏訪攻めの後、晴信が側室にしようとした由布姫の存在を危ぶみ、姫に自害を求めて挑発し、逆に自分が殺される事で晴信から姫を遠ざけ、晴信を守ろうとしたが、すんでのところで勘助に制され、姫も甘利の真意を見抜いて思いとどまる。
戦に走る晴信を板垣と共に危惧し、武田家安泰を図る。上田原の合戦では板垣と共に先鋒として出陣。単身村上義清の陣中に寝返りと偽って乗り込み、義清暗殺を試みる。そして隙を見て斬りかかろうとしたが、平蔵に妨害され失敗に終わる。義清に自らを斬るよう迫るが、その器量を惜しんだ義清に拒まれ、捕らわれの身となる。脱出するものの、馬で逃げている時に背中に矢を受け、板垣の腕の中で息を引き取る。
飯富虎昌（おぶ とらまさ）
演：金田明夫
武田家重臣。通称は兵部。信虎追放と晴信の家督相続に際しては、家臣の説得を引き受けるなどして尽力する。「飯富の赤備え」を率い、「猛虎」「火の玉」と呼ばれる猛将。文武に優れ、忠義に厚いことから晴信の信頼も厚く、義信の傅役をつとめる。板垣、甘利の両職が上田原で討ち死にした後は家臣筆頭の役割を任じる。由布姫の子四郎を推す勘助とは次第に対立する。桶狭間の戦で今川義元が討ち死にしたと聞いた際は勘助の謀略を疑った。
川中島の決戦では上杉軍の背後を衝くべく別働隊に編入され、先陣を務める。川中島の決戦で死亡した勘助の遺体を見て、戦いぶりを感服した。
諸角虎定（もろずみ とらさだ）
演：加藤武
信繁の傅役を務めた重臣。通称は豊後守。「不覚を取り申したぁ！」が決め台詞。勘助を軍師に迎えるよう晴信に進言する。板垣・甘利の死後は老いぼれの自分だけがおめおめ生き延びたことを不覚と悔いたのに加え、ふとしたことから馬場信春と口論をしたのをきっかけに戦場での死を求めるようになる。そのため、第1次川中島の戦いの際、刈谷原城から撤退するとの下知に背いて城に留まり、危機に陥ったが、勘助の策略で長尾勢は引き、一命を取り留める。晴信に自らを成敗するように求めたが、晴信は「これからも大いに生き恥をさらすがよい」として、「成敗」した。
川中島の決戦において、信玄を守るべく信繁と共に奮戦し、討死にした。
小山田信有（おやまだ のぶあり）
演：田辺誠一
武田家重臣で、晴信の従兄弟。晴信の家督相続に尽力。甲斐の東半分にあたる郡内の領主で、父の代には武田家と覇を競った豪族であるとの誇りから、武田家の他の重臣たちとは常に一線を画していた。冷徹な性格で、信虎や慢心して戦に走るようになった一時期の晴信の非情な言動に賛同することも何度かあった。外交面に長じ、今川家の雪斎や北条家とも関わりを持つ。実は花倉の乱における武田家の裏切り、また寿桂尼を通じての晴信と三条夫人との婚儀に際しても暗躍していた。勘助の策略に反感を持つ家臣が多い中、勘助の謀にいち早く賛意を表することもあったが、自らも謀を得意とすることから勘助と対立するなど、是々非々の態度もみられた。美瑠姫を側室にしてからは由布姫に対する勘助の思いを理解していくが、彼女に刺され非業の死を遂げる。その死は「討死」ということにされた。
小山田弥三郎（おやまだ やさぶろう）
演：浅利陽介
小山田信有の長男。父の死を晴信に報告し、勘助の口添えや晴信のはからいで小山田家相続を許された。
美瑠姫（みるひめ）
演：真木よう子（少女時代：菅野莉央）
平賀源心の娘。海ノ口城で源心に味方した勘助とも知り合い、落城の際には相木市兵衛に連れられて脱出し、後に笠原清繁に嫁ぐ。志賀城落城の際に信有に捕えられ、その側室となり藤王丸を産んだ。藤王丸が夭折すると武田への復讐心を甦らせ、信有を殺害して自害した。
藤王丸（ふじおうまる）
演：黒井信孝
美瑠姫の子。小山田信有に嫁いでから生まれた子だが、実は笠原清繁の子である。信有もそれを知りながら実の子の様に接しようとするが、間もなく早世してしまう。
馬場信春（ばば のぶはる）
（教来石景政→馬場信春）
演：高橋和也
当初は教来石景政（きょうらいし かげまさ）と名乗り、改名後は民部少輔と称する。武川衆を率いて武田家に仕え、特に敵城の水の手を断つのを得意とした。勘助の仕官後は晴信から「勘助より城盗りを学べ」と命じられ、共に高遠に調略をしかけたり、間者となって諏訪家に潜入したりした。矢崎十吾郎に間者であることを見抜かれ、和睦の際には勘助に殺されそうになる。しかし、後には原虎胤と共に勘助の晴信に対する忠節心を重臣に披露した。内山城攻略での水の手を絶つなどの働きで譜代家老衆に列せられると共に、絶えていた譜代家老の家柄である馬場氏を継いだ。小笠原長時が逃亡した後には深志城代になる。信濃攻略が調略による戦続きになったことに対し、「調略による戦が続いては、士気に響くのではないか」と懸念を抱き、次第に合戦による決着を求め始めるようになる。そのため村上義清攻略の折に、勘助や香坂が敢えて村上を逃がそうとしていたのに対し、なんとしても村上を討とうとしていた。村上に追い討ちをかけた際には諏訪家に潜入した際の縁と、もともと女子供を殺すつもりはなかったことから、ヒサを逃がした。
川中島の決戦を前にした評定では、勘助の策を啄木鳥に例えた。
原虎胤（はら とらたね）
演：宍戸開
武田家家臣。通称は美濃守、剃髪後は清岩と号する。下総国の生まれで、勘助と同じように浪人から取り立てられ、信虎時代に武田家に仕官した。有力な足軽大将に出世し、美濃守の名を与えられた。甲斐の「鬼美濃」の異名をとり、近隣諸国からも恐れられた猛将だが、反面情けに厚い一面も有する。当初は葛笠村の伝助、平蔵、太吉も虎胤配下の雑兵で扱いも厳しかった。晴信の家督相続に尽力。
武田家の家臣では最初に勘助と接点を持った。最初は勘助を口先だけの男と嫌い、一時は果し合いにまで及ぶが、勘助の内面の変化を見抜き、勘助を冷血漢のように思っていた重臣たちの誤解を解こうとするなど、信頼を寄せるようになる。また、末娘のリツを勘助に娶わせようとするが勘助は固辞、最終的には養女となる。物語終盤の割ヶ嶽城攻めの際に行方不明となったが、川中島決戦の際、川中島近くに住む老婆・おふくの元で傷の手当てを受けていたことを相木市兵衛が海津城の信玄に報告。信玄の許しを得て勘助は療養中の虎胤を訪れ、傷を治すようにとの信玄の命を伝え、虎胤は川中島の決戦には参戦しなかった。
駒井政武（こまい まさたけ）
演：高橋一生
晴信の幼少のころからの側近。晴信の近習から後に重臣の一人として重きをなす。若い頃、歌詠みに興じ怠惰な日々を過ごしていた晴信に困惑し、その行く末を案じていた時期もあった。猛者揃いの武田家中にあって、文官として才能を発揮する。また春日源五郎と共に甲州法度を編纂した。駿河に武田家の娘を嫁がせるという話が浮上し義元との謁見の際は信廉と共に使者となり、義元に「勘助の企みか？」という問いに対し、疑われないように勘助を足軽大将と言い太原崇孚雪斎を持ち上げるなど機転も利く。川中島の決戦前夜、信玄と二人で酒を酌み交わした際に信玄のために必死になれる勘助のことを羨ましいと述べた。
香坂虎綱（こうさか とらつな）
（春日源五郎→春日虎綱→香坂虎綱）
演：田中幸太朗
勘助が武田仕官の際に世話になった地侍の息子。幼名は源五郎（げんごろう）で、香坂家を継いで弾正忠を称する。治水工事の折に説いた『孫子』が元で晴信に見出され、近習として仕えた後、武将に取り立てられる。その後、牧城主・香坂家の養子となる。勘助から兵法の手ほどきを受け、その奥義を受け継いだ。海津城の築城では勘助と共に携わっている。長らく一人身であったが、川中島の決戦を前に控えた勘助によりその養女となったリツと対面、彼女に好意を抱く。
川中島の決戦では別働隊に編入された。
飯富昌景（おぶ まさかげ）
（飯富源四郎→飯富昌景）
演：前川泰之
飯富虎昌の弟。幼名は源四郎（げんしろう）。近習から使い衆を経て侍大将へと出世する。兄とともに武田家を支える有力な重臣として活躍する。
秋山信友（あきやま のぶとも）
演：市瀬秀和
武田家家臣、信濃高遠城主。木曽攻めの際には薮原砦を任される。由布姫の死後は四郎の後見をつとめ、武芸の稽古を付けた。勘助を「山本殿」と呼び、礼節ある態度で接する。
赤部下野守（あかべ しもつけのかみ）
演：寺島進
武田家家臣。日頃から乱行が目立ち、敵の乱捕りにまぎれてミツを襲っているところを勘助に邪魔され、逃走する。後に農民たちに捕らえられるも脱出を図り勘助を襲うが、返り討ちに遭い首をとられた。
前島昌勝（まえじま まさかつ）
演：塩野谷正幸
武田家臣。内通していた福島越前守と連絡し、今川氏輝を後援する北条氏綱が武田領に侵攻するとの報を受け、いち早く信虎に報告する。また、花倉の乱で福島方に味方するように武田信虎に説いた。一度は承諾されたが土壇場で裏切られ、敗れた福島父子を匿っていた所を信虎の命で小山田信有により誅された。
春日源之丞（かすが げんのじょう）
演：小林太樹
武田信繁の家臣。川中島の決戦で劣勢となった武田軍の体勢を立て直すために上杉勢を食い止めるべく討死を覚悟した信繁から、彼が前日に信玄から拝領した母衣を預かり、信繁の嫡子・信豊に渡すよう託された。
山高平左衛門（やまたか へいざえもん）
演：西村真
川中島の戦いで信繁の首を奪還し、信玄に賞された。
石黒五郎兵衛（いしぐろ ごろべえ）
演：檀臣幸
川中島の戦いで諸角の首を奪還し、信玄に賞された。
大井宗芸（おおい そうげい）
演：庄司永建
大井夫人の父。信虎に敗れる。飛鳥井雅教の弟子で信虎の追放前に行われた今川館の連歌の会に出席した。
初鹿野伝右衛門（はじかの でんえもん）
演：宮坂ひろし
武田家家臣。上田原の戦いでは甘利虎泰に従い、奮戦するも討ち死にした。
小幡（おばた）
演：千住明
川中島の戦いの前夜に、大熊朝秀と酌を交わした武田家の武将。
柏木（かしわぎ）
演：柿沼康二
川中島の戦いの前夜に、大熊朝秀と酌を交わした武田家の武将。

#### 信濃衆など他国衆
真田幸隆（さなだ ゆきたか）
演：佐々木蔵之介
松尾城主。通称は弾正忠、剃髪後は一徳斎と号する。海野氏の一族で信濃真田郷を領する豪族。浪人時代の勘助と面識を持つ。武田・村上に領地を奪われ長野業正を頼るが、河越夜戦の際に上杉陣中に潜入した勘助の説得で仇敵の武田に仕えることを決意した。その際、福島彦十郎から銃撃されて重傷を負った勘助の命を救う。
真田の地を奪い返すことを悲願に、晴信の信濃攻略の尖兵として活躍。調略を得意とし、晴信が敗北した砥石城を奪還するなど様々な戦で手柄を立て、ついには悲願の本領復帰を果たす。武田家臣となった後は、勘助の良き友人、良きライバルとなる。勘助が山本家を絶やそうとした際には、「真田が武田の軍師を継ぐ」と言い切った。
川中島の決戦では上杉勢の背面を突くべく別働隊に編入され村上義清隊と交戦、これを打ち破る。武田本隊と共に上杉勢を挟撃すべく妻女山を下りて来た際、幸隆の隊であることを示す六連銭の旗を見た勘助は、自軍の勝利を確信した。
忍芽（しのめ）
演：清水美砂
幸隆の妻。幸隆とは周囲もうらやむばかりの夫婦仲で、5人の男子に恵まれた。内助の功で幸隆をよく支え、我が子を厳しく鍛える賢妻。砥石城の攻略に腐心する幸隆のため、真田幸隆の弟常田隆永を命がけで説得し、味方に引き入れるのに貢献した。
真田信綱（さなだ のぶつな）
（真田源太郎→真田源太左衛門→真田信綱）
演：森脇史登（幼少時代：中村圭佑 少年時代：荻原真治）
幸隆の長男。幼名は源太郎（げんたろう）、成人後は源太左衛門（げんたざえもん）と称する。忍芽とともに、常田隆永を武田方に味方するよう説得に赴く。砥石城攻めにより、晴信から信綱の名を拝命する。後に真田信之・信繁兄弟の伯父。
真田徳次郎（さなだ とくじろう）
演：東谷柊一（幼少時代：坂井和久）
幸隆の次男。後に真田信之・信繁兄弟の伯父。
真田源五郎（さなだ げんごろう）
演：小林海人
幸隆の三男、晴信の近習に取り立てられる。後の真田信之・信繁兄弟の父・昌幸。
河原隆正（かわはら たかまさ）
演：河西健司
忍芽の実兄。真田幸隆と共に上野に落ち延びたが、幸隆の武田家仕官を境に袂を別つ。後に主筋の海野家が武田家によって再興される際に信濃に戻り、真田と共に武田に仕えた。
常田隆永（ときだ たかなが）
演：橋本じゅん
幸隆の実弟。兄と袂を別ち村上義清に仕えていたが、忍芽の命懸けの説得に折れて武田に寝返る。
葉月（はづき）
演：真瀬樹里
幸隆に仕える女素破。武田に家族を皆殺しにされた過去がある。伝兵衛と行動を共にする事が多く、徐々に彼に惹かれていく。割ヶ嶽城攻めでは伝兵衛に手柄を立てさせ、その後、伝兵衛の妻となった。
春原若狭守（すのはら わかさのかみ）
演：木村栄
幸隆の重臣。春原惣左衛門の兄。砥石城の村上勢をおびき寄せる謀略を幸隆と共に実行し、偽って幸隆に打擲された。海野家が武田によって再興される旨を、海野幸義の娘を預かっていた河原隆正に伝えるため、使いに赴いた。
春原惣左衛門（すのはら そうざえもん）
演：村上新悟
幸隆の重臣。春原若狭守の弟。兄が打擲されたことに腹を立てたと村上に偽って内通し、謀略で松尾城に砥石城の村上勢をおびき寄せた。
宮下（みやした）
演：竹田寿郎
幸隆の重臣。
深井（ふかい）
演：萩野英範
幸隆の重臣。常田隆永に通じて村上方に内応していたが、後に帰参した。
相木市兵衛（あいき いちべえ）
演：近藤芳正
もとは大井家重臣。武田の攻撃を受ける海ノ口城に大井行頼とともに入城し、勘助と出会いその策略の巧妙さに惹かれる。長窪城攻めでは勘助を通じて内応した。その後、武田家に仕える。志賀城攻めの際には、晴信の策略で、村上義清が援軍に来ぬよう偽って村上へ内応する。幸隆や勘助と親しく、よく忍芽の酌で三人で酒を飲みながら話をしている。
芦田信守（あしだ のぶもり）
演：飯田基祐
長窪城主。元は大井家重臣、一度は諏訪頼重に降ったが、頼重の死後に大井貞隆が長窪城を攻めると再び大井氏に従った。しかし、その後の晴信の長窪城攻めで相木とともに武田に内応した。その後、武田軍による志賀城攻めでは信濃先方衆として先鋒をつとめる。
香坂筑前守（こうさか ちくぜんのかみ）
演：中島久之
牧城主。第一次川中島の戦いの際、後に香坂家を継ぐことになる春日虎綱と共に城を守った。
大熊朝秀（おおくま ともひで）
演：大橋吾郎
元は長尾景虎の側近。大熊家は代々越後守護・上杉家の家臣で、朝秀の父の代より守護代・長尾家へ仕える。長尾家の家督争いでは景虎の家督相続に尽力した。その後、長尾家の譜代家臣との領地争いや派閥抗争で孤立し、景虎の出奔にあわせて武田家へ内通して謀反を起こしたが鎮圧され、甲斐へ逃れてそのまま武田家に仕える。川中島の決戦では飯富昌景と共に先陣を務める。

#### 女中たち
萩乃（はぎの）
演：浅田美代子
三条夫人の侍女頭。京都より三条とともに甲斐へ下向する。素直な性格で、重臣にも愚痴などをこぼしたりする。飯富虎昌がつい口を滑らせたところに居合わせることが多く、しばしば問い詰めては困らせる場面も。由布姫を支持している勘助を快く思っておらず、三条夫人に代わって勘助に文句を言うこともあった。長笈（寅王丸）が三条の息子・義信に刃を向けた時、その身代わりとなって刺された。最期は義信に抱きかかえられながら、三条に仕えてきたことに感謝の意を伝え､息を引き取る。
志摩（しま）
演：大森暁美
由布姫の侍女頭。諏訪の桑原城落城の時には命がけで由布姫を守る。由布姫が父の仇である晴信に嫁いだ後も、諏訪氏の娘として誇り高く生きていくよう常に諭してゆく。時に厳しく、時に優しく陰ながら由布姫を見守り、支える存在である。由布姫の死後は勝頼に従って高遠城にて過ごし、元服にも立ち会う。
キヌ
演：絵沢萠子
於琴姫の老侍女。武田晴信に嫁ぐ於琴姫に従い、共に甲斐府中にやってきた。いつも天真爛漫な於琴姫とは対照的に、いつも毅然とした態度で守り支える。
マキ
演：おおたにまいこ
由布姫の侍女。由布姫が諏訪を脱走した際、身代わりになって自害した。

### 戦国大名たち

#### 上杉家（越後守護）と長尾家→上杉家
上杉政虎（うえすぎ まさとら）
（長尾景虎→上杉政虎→上杉謙信）
演：Gackt
義と権威を重んずる義将。当初の名は長尾景虎（ながお かげとら）。後の上杉謙信。仏門に深く帰依しており、欲に駆られる者達が跋扈する世の風潮を嘆き、毘沙門天の化身と称す。通称は弾正少弼、一時期、宗心と号した。物語中盤から登場し、越後統一後、利に敏い武田晴信を「気に食わぬ」として晴信の宿敵として立ちはだかり、川中島で激突する。兄・晴景との会話で「父（長尾為景）に疎まれていた」ことに触れられている。また勘助とは何度か相見え、互いに浅からぬ因縁を持つ間柄となる展開が描かれた。神懸り的な強さや高いカリスマ性を備えた人物として描かれ、士気高揚のため配下の将や兵士達が居並ぶ中で幾度か彼らを鼓舞する場面があり、中にはその姿に心酔する者もいた。武田軍との初対決となった第1回川中島の戦いでは己の敵を見定めんと川を挟んで信玄と対峙。
物語終盤、政虎が庇護する関東管領・上杉憲政からの度重なる要請を受け、北条家を討つべく関東に出陣。これを機に関東管領上杉家の名跡を継ぎ、上杉政虎を名乗る。小田原城を攻めた際には自分に毘沙門天の加護があることを伊勢に対して証明すべく、単騎で城の前に出て腰を下ろし、矢玉飛び交う中で悠然と酒を煽り、籠城する氏康を驚愕させた。関東出陣を前に徐々に増長の気配を見せ始め、強情かつ傲慢な言動から諸将の反感を買うが、人質となった伊勢の死を覚悟した抗議で潔く過ちを認め、この伊勢の件が政虎の心境に変化を及ぼした。
川中島の決戦では一進一退の状況を打開すべく信玄を自ら討ち取らんとして武田本陣に突入、信玄に3回斬り掛かりいずれも軍配で防がれるも、7つの傷をつけたことで信玄をして「あれこそは越後の龍神なり」と言わしめた。
映像化の際、通常は僧形で描かれることの多い謙信だが第1回のイメージ映像で僧形姿を見せたのみに留まり、その後は一貫して狩衣姿に長髪を垂らした姿になっている。これに関してはGacktが「謙信の出家は川中島後であり、以前はそうではなかったはず、と主張してあの姿になった」と述べている。
上杉定実（うえすぎ さだざね）
演：鈴木瑞穂
越後守護上杉家最後の当主。長尾晴景・景虎兄弟の争いを調停し、景虎を晴景の養子にして長尾家の家督を継がせた。その後、死去するが男子がなかったため、越後守護上杉家は断絶した。
長尾晴景（ながお はるかげ）
演：戸田昌宏
景虎の実兄。病弱なため、守護・上杉定実の調停により景虎を養子にし家督を譲る。
桃（もも）
演：西田尚美
景虎の同母姉。弟の景虎とは幼少時、菖蒲の葉で作った剣（菖蒲剣）で遊んだ間柄である。越後統一のため、景虎と対立した同族の上田長尾家の当主で従兄弟の長尾政景に嫁ぐことを自ら申し出る。景虎はいったんこれを退けるが、政景の無条件降伏を受けて姉を送り出した。これにより景虎は越後統一を成し遂げた。その後、政景との間に儲けた卯松（後の上杉景勝）を連れて政虎（景虎）の元を訪れた際に、彼の心境の変化を見抜いた。最終回では卯松と共に毘沙門天の像の前で祈りをささげ、政虎の無事を祈る姿が描かれた。
長尾政景（ながお まさかげ）
演：建蔵
景虎の従兄、義兄。家督を狙うも、宇佐美の策により景虎の姉・桃を妻として和睦、臣従する。景虎出奔の際には直江らともに高野山へ赴き、景虎を越後の国主に復帰させた。
宇佐美定満（うさみ さだみつ）
演：緒形拳
もとは越後守護・上杉家の家臣。琵琶島城主。景虎の父が存命中に対立した越後守護・上杉定実側に付いていたことで長尾家とは対立していた。守護代の長尾家同士の勢力争いには中立の立場をとっていたが、景虎の権威を尊重する人柄などに興味を持ち、越後国主の器と見るやこれに仕えることを決意し、景虎により軍師として迎えられる。長尾家家臣となった後は同族の長尾政景を屈服させるのに功があった。持ち前の鋭い洞察力で越後に潜入した勘助の正体を見破った他、武田と今川が同盟関係にあってもそれぞれの思惑があることを見抜いて信玄暗殺の策を巡らせるなど勘助に劣らぬ謀略家である。
川中島の決戦では勘助の策を見抜いて妻女山を下山、車懸りの陣で武田軍の本隊を窮地に追い込むが、武田軍本隊が予想以上の粘りを見せたために両軍の共倒れを危惧し、勘助と刃を交えた際には武田軍の撤退を要求した。その際、一国を滅ぼしかねないまでに戦おうとする勘助に対し、その理由を問いかけた。
直江実綱（なおえ さねつな）
演：西岡德馬
長尾家の譜代の重臣。晴景の当主として器量に危惧を抱いていたため、長尾家の内紛勃発後早くから景虎支持に回り、景虎の長尾家相続に尽力。その後は宇佐美と共に景虎の右腕として活躍する。理想論に走りすぎる景虎と比べ現実思考の持ち主。自分の娘・浪を娶らせようと景虎の元に差し向け長尾家のお家存続を計ろうとした。
川中島の決戦では勘助を馬から叩き落とした。
浪（なみ）
演：占部房子
直江実綱の娘。父より景虎の身の回りの世話をするよう言い渡され、長尾景虎の侍女となる。景虎の夜伽をするようにとの父の意向だったが、景虎は拒絶する。浪は景虎の高潔な人柄に惹かれ愛するようになるも、その後も景虎がその意に応える事はなく、彼が留守の間に密かに城を出て出家した。
柿崎景家（かきざき かげいえ）
演：金田賢一
長尾家重臣。かつては越後守護・上杉家に仕えていたが、守護代・長尾家が実権を握ると長尾家に仕える。血気盛んな性格で、伊勢の件では彼女の処刑を主張。戦場では先鋒を務めることが多く、川中島の決戦では武田信繁を討ち取った。
本庄実仍（ほんじょう さねより）
演：木村元
長尾家重臣。景虎に心酔しており、川中島の決戦に出陣する際の激励に感銘している様子が描かれている。
卯松（うのまつ）
後の上杉景勝。長尾政景と桃の次男であり、政虎の甥。政虎が輝虎と改名したのちに彼に養子入りする。(本編終了後)輝虎が出家し謙信と名乗ったのちに他界すると上杉家を継承し、武田家と同盟を締結する。その際に信玄の娘・菊姫と結婚する事となる。

#### 今川家
今川義元（いまがわ よしもと）
（梅岳承芳→今川義元）
演：谷原章介
駿河・遠江・三河を支配下に置く今川家の当主。出家して梅岳承芳（ばいがく しょうほう）と号していたが、還俗して勘助も関わった「花倉の乱」を経て当主となる。長らく宿敵であった武田家と和議を結び、晴信謀反の際には追放された信虎を庇護する。仕官の口を求めてきた勘助の外見に不快感を示し、邪険にした。その一方、勘助に対し「己が強すぎる」と鋭い指摘をしたこともあった。文武に通じた教養人である一方で、常に相手に嫌味を言うかなりの皮肉屋で、また気性が激しく勘助を罵ったり嫡男の氏真を叱責していた。
織田方の奇襲策を読んだ勘助の謀略により、桶狭間の戦いで討死する。
寿桂尼（じゅけいに）
演：藤村志保
義元の母。夫・氏親が死んで以降、実質的な当主として今川家に君臨していた。その後の家督争いを経て、出家していた義元が当主となると、これを支え、後々まで今川家重鎮として崇敬を集めた。雪斎と共に今川家の政務に携わり、今川方の中心人物の一人として描かれる。勘助を嫌悪する義元に対して勘助の能力をある程度評価しており、今川の間者とできなかったことを悔やむ。
武田家とは同盟関係にあるが警戒している。武田家が信濃守護となった際には次の矛先を今川に向けることを危険視し、宇佐美の意図を見抜いた上で長尾家の使者として訪れた平蔵と諏訪家の忘れ形見である長笈を引き合わせ、二人が信玄への刺客として武田家へ赴くのを看過する。後にそれを知った勘助から恨みを買い、勘助の謀略により桶狭間の戦いで義元を失うことになった。
太原崇孚雪斎（たいげん すうふ せっさい）
演：伊武雅刀
今川家の軍師にして義元の師僧。今川家の重臣、庵原家の生まれで、出家して京で修行していた。義元の天下統一による平和の実現「天下平安」を望み、主にその才能は外交面で発揮される。甲駿相の外交関係において暗躍する勘助の好敵手として描かれ、三国同盟を締結。勘助を同じ「軍師」という立場から常に注目し続けているが、同時に「私利私欲の域を出ぬ」とも評していた。第二次川中島の戦いの調停を果たして駿河に戻った直後に松平元信（後の徳川家康）と酒を飲んでいたが倒れ、急死する。その死は今川家のその後の運命に大きく影響を与えた。
庵原忠胤（いはら ただたね）
演：石橋蓮司
勘助の大叔父で雪斎の異母兄、今川家重臣。通称は安房守。勘助の今川家への仕官を斡旋したが成功せず、浪人時代の勘助に捨扶持を与えて養った。武田家の家臣となることを決意した勘助を意思を尊重して送り出す。
庵原之政（いはら ゆきまさ）
演：瀬川亮
庵原忠胤の長男、今川家家臣。勘助とも親しく、花倉の乱や信虎追放、河東の乱などでも行動を共にし、勘助の活躍を陰ながら応援している。義元の尾張攻めの進軍経路を勘助に相談したことが、桶狭間の結果に微妙な影響を及ぼす。義元の最期の場で間近にいたが無事に生き残り、岡部元信と共に義元の首級を寿桂尼に送り届けた。
福島越前守（くしま えちぜんのかみ）
演：テリー伊藤
今川家重臣。花倉の乱では玄広恵探を擁して梅岳承芳（義元）方と戦った。花倉城落城後、甲斐に逃れ前島昌勝に匿われていたが、信虎の命で討たれた。
今川氏真（いまがわ うじざね）
演：風間由次郎
今川家嫡男。暗愚な人物で、父・義元に叱責されたり、祖母・寿桂尼に「阿呆」と言われるなど頼りない。
牧野成勝（まきの しげかつ）
演：津村鷹志
三河牛窪城主。大林勘左衛門の主君。勘助が討ち取った赤部下野守の首を持参した勘左衛門と勘左衛門の実子・勘兵衛を引見する。
岡部親綱（おかべ ちかつな）
演：宮路佳伴
今川家家臣。通称は左京進。「花倉の乱」では梅岳承芳に味方し出陣する。
朝比奈泰能（あさひな やすよし）
演：下元史朗
今川家家臣。
玄広恵探（げんこう えたん）
演：井川哲也
義元の庶兄。「花倉の乱」で義元と家督を争う。
今川氏輝（いまがわ うじてる）
演：五宝孝一
今川家八代目当主。玄広恵探、義元の兄。その死がきっかけで「花倉の乱」が勃発する。
岡部元信（おかべ もとのぶ）
演：宮路佳伴
今川家の重臣。桶狭間の戦いの前に、鳴海城主であった山口教継が織田方に寝返ったとの噂がたち、尾張の地を譜代家臣で固めるべきとの寿桂尼の考えにより切腹させられた後、鳴海城に入る。桶狭間の戦いの後、織田家と交渉して義元の首級を取り戻し、駿府に持ち帰った。

#### 北条家
北条氏康（ほうじょう うじやす）
演：松井誠
相模国北条家3代目当主で、晴信や義元と並ぶ名将。晴信とは同世代である。父・氏綱の「義を守りての滅亡と、義を捨てての栄華とは、天地格別にて候」など五箇条の遺訓をよく守り、関東へ勢力を拡大した。勘助は浪人時代に北条家へも仕官を求め、氏康は勘助の才を認めつつも武田家への復讐を諫める。このときの縁で、勘助はしばしば使者として北条家へも赴いている。河越野戦では10倍もの上杉氏の連合軍を破ったが、自らを「臆病者」と自覚しており、「無理な戦はしない」ことを信条としている。
関東に出兵した政虎と対峙した際には小田原城に篭城して上杉勢を迎え撃ち、氏康の要請で出兵に応じた武田軍の北信濃侵攻により上杉勢が退却したことで危機的状況を回避した。その祝勝の宴で同盟相手の信玄を「食えぬ男」と評して武田家の領土拡大の野心に懸念を示すが、氏政の姿を見て「北条家の絆だけは何があっても盤石」と確信した。この7年後、武田家を敵に回し上杉と手を結ぶことがナレーションによって語られる。
北条氏綱（ほうじょう うじつな）
演：品川徹
相模国北条家2代目当主、氏康の父。甲斐へ攻め入り、武田信虎と戦う。死に際し、嫡子・氏康に五箇条の遺訓を残す。
北条氏政（ほうじょう うじまさ）
（北条新九郎→北条氏政）
演：早乙女太一
北条氏康の嫡子。幼名は新九郎（しんくろう）。平井城攻めや竜若丸の成敗の際などに、氏康や清水から五箇条の遺訓など北条家の当主としての心構えを説かれる。上杉政虎の関東出兵を撃退した後、祝宴で氏康と共に舞を舞った。
北条綱成（ほうじょう つなしげ）
演：石橋保
河越城主。越前福島氏の出身で、北条氏に婿入りする。「河越夜戦」では八万の大軍に囲まれながらも籠城戦を戦い抜いた。「地黄八幡」といわれた勇将で、朽葉色に染めた「地黄八幡」の旗を指物としている。
清水吉政（しみず よしまさ）
演：横内正
北条家重臣。母は氏康の乳母を務めた。初陣より氏康に付き従い、家臣の筆頭的役割で氏康を補佐する。河越夜戦では本間江州を討ち取る。戦場以外でも常に主君に寄り添い、冷静沈着に助言を与えるなど、氏康の忠臣として活躍する。
松田七郎左衛門（まつだ しちろうざえもん）
演：榊英雄
北条家家臣。北条家に仕官を臨む勘助を、氏康に引き合わせた。
北村右近（きたむら うこん）
演：きたろう
北条家の武将。万沢口の戦いでミツをさらうが、それを救いにきた勘助に討たれた。
福島彦十郎（くしま ひこじゅうろう）
演：崎本大海
福島越前守の嫡子。花倉の乱で父を襲った勘助を恨む。後に縁故で北条家を頼り、訪れた勘助と再会する。河越夜戦では勘助を狙撃し、瀕死の重傷を負わせた。
弁千代（べんちよ）
氏康の小姓。北条綱成の実弟にあたる。河越夜戦に従軍。

#### 上杉（関東管領）家と武蔵・上野の豪族たち
上杉憲政（うえすぎ のりまさ）
演：市川左團次
関東管領。山内上杉家の最後の当主。通称は五郎。高慢な性格で、忠臣の諫言にも耳を貸そうとせず、戦場にまで遊女を招くほど遊興酒宴を好む。代々上杉家は関東管領を継ぎ東国を支配していたが、次第に没落。北条氏康の猛攻によりその地位と関東を追われ、わが子竜若丸を家臣の妻鹿田新介に預けて景虎のいる越後に赴き、庇護を受けることとなる。越後で竜若丸の死を聞いた際にはその死を嘆いたものの、その後も遊興癖は治らず、側女を侍らせ酒宴を開いていた。関東に出兵した景虎に関東管領・上杉家の名跡を譲る。
長野業政（ながの なりまさ）
演：小市慢太郎
上杉家重臣。箕輪城城主。通称は信濃守。西上野一帯を勢力下に置く。主家に対する忠義に厚く、また先見の明を有した智将で、上杉家の衰退を予感しつつも、主家を支えた。憲政が越後に逃れた後も単身上野に残り、武田・北条の侵攻を阻んだ。流浪していた真田幸隆に捨扶持を与えていたが、河越野戦での上杉家の敗北後に上州から甲斐へ赴く幸隆を快く送り出した。景虎の関東出兵の際には、既に顔色が悪く病にかかっていたようだが、厩橋城で旧主憲政と対面を果たした。最後には病で亡くなるが、その報を受けた幸隆は信濃へ戻る際の別れの様子を思い出し、涙した。
竜若丸（たつわかまる）
演：太賀
上杉憲政の嫡子。平井城から越後に落ち延びた父憲政と別れ、上野に残るも妻鹿田新介らの寝返りにより、北条氏康の下に引き出される。氏康によって縄を解かれ、渡された刀で一騎討ちに挑み、氏康の額に傷を付けたものの、直後に氏康自身の手で斬られた。その最期を氏康は、「義を守りての滅亡」と讃えた。
倉賀野直行（くらがの なおゆき）
演：大門正明
憲政の家臣。倉賀野城城主。北条氏康の攻撃により主君憲政が関東を追われると、それに付き従い、共に越後の景虎のもとへ身を寄せた。
妻鹿田新介（めかた しんすけ）
演：田中実
憲政の家臣で、妻は竜若丸の乳母。平井城落城の際、氏康の追っ手から逃れようとする憲政に対し、二人が同時に捕らえられて上杉家の血が絶えてしまうことを理由に竜若丸とは別々に逃げるよう提言し、自身は竜若丸の護衛を引き受ける。だが、それは新介の謀略であり、竜若丸を捕らえそれを手土産に北条に寝返ろうとしたためであった。竜若丸を氏康に引き渡そうとするものの、その卑怯な行いに怒った氏康の命で成敗された。
本間江州（ほんま ごうしゅう）
演：長江英和
上杉家家臣。北条家への間者として送られたが、氏康に見破られ、なおかつその大将ぶりに感心し、逆に上杉への間者となる。河越夜戦の際に連絡役となったが、上杉家家臣であることを誇りとし、氏康に仕えていることを知らぬ郷里の親への思いから、最後は上杉の家臣として清水吉政と戦い、討ち死にを遂げた。
上杉朝定（うえすぎ ともさだ）
演：竹本純平
扇谷上杉家の当主。河越夜戦で北条綱成の軍勢に討たれ、扇谷上杉家は滅亡した。
成田長泰（なりた ながやす）
演：利重剛
武蔵国忍城主。源義家とも親交のあった由緒ある家柄。北条家に仕えていたが、景虎の関東出兵の際には長尾家に下り、妻の伊勢を人質に出して小田原攻めの先方を務める。政虎に鶴岡八幡宮における上杉家の家督相続の儀式の際、下馬しなかったことを咎められ、打擲されたことに腹を立て、軍勢を引き上げた。
伊勢（いせ）
演：井川遥
成田長泰の妻。京の都の出身。その姿は景虎の母・虎御前の若かりし頃に生き写しだという。小田原攻めの際、景虎の人質として小田原に同行する。景虎は小田原攻めの後、鶴岡八幡宮で上杉家の家督を継ぎ上杉政虎となったが、その直後に妻を残し長泰が陣を引いたことに激怒。政虎の前に引き据えられながらも「夫は裏切ったのではなく見限ったのだ」と命懸けで論破し、政虎に自らの誤ちを認めさせる。その直後、上杉が小田原から越後へ引き上げることが決まり、忍城に丁重に送り返されることを政虎から確約される。

#### その他の大名家
松平元康（まつだいら もとやす）
（松平元信→松平元康）
演：坂本恵介
後の徳川家康。雪斎が手塩にかけて教育していた松平家の若君。雪斎が倒れたときその場に居合わせ、雪斎の理想である「天下平安」を受け継ぐと誓う。元信から元康に改名後、今川の尾張進攻に先鋒として大高城に兵糧を運び入れるなど活躍し、その働きぶりから作中で義元が「元康が息子であれば」とまで思うほどであった。義元の死後は今川家と敵対関係となったことが今川家中で語られるのみで、作中での登場は桶狭間の戦いまでである。
織田信長（おだ のぶなが）
演：佐久間二郎
尾張の大名。後の天下人。

### 信濃の豪族たち

#### 諏訪家
諏訪頼重（すわ よりしげ）
演：小日向文世
諏訪家当主、晴信の妹・禰々の夫。由布姫の父。一時は禰々を妻とし武田と和睦するが、若き晴信を侮り佐久に攻め入った関東管領上杉家の軍勢に対し単独で佐久に出陣し、佐久領を手に入れる。これにより、武田軍は諏訪に攻め入り、降伏する。嫡男である寅王丸の命を安堵し、諏訪家の後継ぎとすることを勘助を通じて武田家に約束させた後､甲府にて自害した。
禰々（ねね）
演：桜井幸子（少女時代：大塚友稀）
晴信の異母妹。大井夫人に実の娘のようにかわいがられて育つ。父・信虎と諏訪氏との和睦の証として諏訪頼重に嫁ぎ、寅王丸をもうける。頼重が兄・晴信を侮り、盟約を破って佐久に出陣した際には夫に忠告するも、聞き入れられることはなく晴信の諏訪侵攻を招く。晴信に降伏した頼重と共に実家に戻るが、頼重との離別による衝撃により心身を衰弱させ、寅王丸には平和に生きて欲しいと願いながら短い生涯を閉じる。
高遠頼継（たかとお よりつぐ）
演：上杉祥三
信濃高遠城主。武田と通じ諏訪本家を滅ぼすも諏訪の領有を巡り対立。安国寺の戦いで武田との合戦に敗れた後に逃亡する。その後、信濃守護の小笠原長時を頼り、武田と戦うよう煽る。塩尻峠の戦いでは小笠原勢に加わり戦うも敗北して捕らえられ、甲府に送られ切腹させられた。なお、塩尻峠の敗戦時には何度も「おのれおのれ!」と叫んで飯富虎昌を呆れさせた。
長笈（ちょうきゅう）
（虎王丸→長笈）
演：柄本佑（少年時代：澁谷武尊）
禰々と頼重の間に生まれた諏訪家の嫡男で、由布姫は腹違いの姉にあたる。幼名は寅王丸（とらおうまる）。勘助の謀略で今川家に引き取られ、僧として日々を過ごしていた。越後より派遣され今川家を訪れた平蔵から、自分の命と引き換えに自害した父・頼重の約束を反故にしている武田の非道振りを聞き、信玄を討とうとする。平蔵と共に甲斐に向かう途中で別れた後、信玄を殺す機会を得るが信玄にそれを見抜かれる。彼の説得に応じるかにみえたが、刺客の話を聞いて信玄の元を訪れた義信より罵倒された事で怒り、義信を殺害しようとして身を挺（てい）してかばった萩乃を刺殺、寺に幽閉された。寺を脱出し、駿河に逃亡を図るが追っ手に斬殺された。
諏訪満隣（すわ みつちか）
演：小林勝也
頼重の叔父。頼重亡き後は諏訪衆のまとめ役となり、武田に仕える。頼高亡き後の大祝には、子息の伊勢宮丸が就任するよう晴信より申し渡された。上田原の敗戦で動揺する諏訪衆であったが、塩尻峠の戦いでは諏訪衆を率いて「南無諏方南宮法性上下大明神」の旗の下、先陣をつとめた。
諏訪満隆（すわ みつたか）
演：牧村泉三郎
頼重の叔父。
高遠連峰軒（たかとお れんぽうけん）
演：木津誠之
頼継の弟。武田と安国寺の戦いで討死。
諏訪頼高（すわ よりたか）
演：小野賢章
頼重の弟。諏訪大社大祝。甲府で自害させられる。
守矢頼真（もりや よりざね）
演：大木章
諏訪上社神長で、守矢氏の当主。
有賀清正（ありが きよまさ）
演：京一郎
諏訪西方衆の有賀家の嫡子で、ヒサの最初の夫。武田晴信の諏訪攻めで武田家に内応した。

#### 村上家と北信の豪族たち
村上義清（むらかみ よしきよ）
演：永島敏行
信濃葛尾城主、北信の雄。晴信の好敵手の一人。上田原の戦い、砥石崩れと二度にわたり武田を破る。謀略を好まず、正攻法で武田や真田と戦うが、後に真田の謀略で砥石城は陥落。窮地に陥った村上は、北信濃を放棄し越後に落ち延び、長尾景虎を頼った。その後一度は援軍を得て旧領を奪還し、塩田城に籠もるが、わずか3か月で武田軍に信濃を追われる。以後は景虎の客将となり、川中島の決戦では妻女山から八幡原に向かう武田軍別働隊の真田幸隆隊と交戦した。
玉ノ井（たまのい）
演：中島ひろ子
村上義清の妻。武田に敗れて越後に落ちる際、義清とは別行動をとって笄の渡しで千曲川を渡るが、待ち伏せていた馬場信春の軍勢を前に自害した。
村上国清（むらかみ くにきよ）
演：中山卓也
村上義清の嫡男。葛尾城落城時には別行動で母を守るように義清に言われたが、「母上を守るためには父上を守らなければなりませぬ」として同行を願い出る。
須田新左衛門（すだ しんざえもん）
（須田新左衛門→須田信頼）
演：鹿内孝
村上家重臣。村上義清の元に逃れた矢崎十吾郎の寄親になる。ヒサを側室に望むが、十吾郎に断られる。砥石城攻めの際、武田に降る。その功を賞され、所領を安堵されるとともに晴信の偏諱を受けて信頼と改名した。
小島五郎左衛門（こじま ごろうざえもん）
演：高田延彦
村上家重臣。真田幸隆の策にかかり、松尾城で討ち死にを遂げる。
大須賀久兵衛（おおすが きゅうべえ）
演：村井克行
村上家家臣。後に武田の村上討伐で、武田に内通し、狐落城を乗っ取った。
武田家家臣となってからは第2次川中島の戦いで、真田、相木等と共に旭山城に籠もり、葛山城の長尾勢と対陣した。
屋代越中守（やしろ えっちゅうのかみ）
演：大谷亮介
村上家家臣。荒砥城主。後に武田の村上討伐で、武田に内通した。
高梨政頼（たかなし まさより）
演：大鷹明良
北信の豪族。村上義清と敵対していた。越後国境に近く、長尾家とは縁戚関係にあり、長尾景虎の叔父にあたる。晴景と景虎の家督争いでは景虎を支持した。

#### 守護小笠原家と筑摩郡・安曇郡の豪族たち
小笠原長時（おがさわら ながとき）
演：今井朋彦
信濃国守護、林城主。晴信が上田原の戦いで敗れ弱体化したと見るや戦いを挑むが、塩尻峠の戦いで大敗する。後に村上義清を頼るが見放され、京の同族を頼り落ち延びた。
古厩盛兼（ふるまや もりかね）
小岩嶽城主。村上討伐の前に武田に攻められ、小岩嶽城は落城し自害する。

#### 佐久郡・小県郡の豪族たち
平賀源心（ひらが げんしん）
演：菅田俊
信濃海ノ口城主。美瑠姫の父。武勇を持って知られる武将で、3倍もの信虎の軍勢を勘助の軍略もあって1か月間耐え抜いた。武田軍が退却した際の油断から、奇襲を仕掛けた晴信の小勢に城を席捲され、討ち死にを遂げる。
平賀夫人（ひらがふじん）
演：三原わかほ
平賀源心の妻。美瑠姫の母。海ノ口落城の際に自害した。
武藤永春（むとう ながはる）
演：中山正幻
平賀源心の家臣で巨躯。海ノ口城に入った勘助の世話をするよう、源心に命ぜられる。武田軍が海ノ口城攻めてきたとき、武田晴信の前に立ちふさがる。板垣信方が代わり戦い、その巨躯を活かし板垣を追い詰めて死闘となるが、板垣に討ち取られた。
大井貞隆（おおい さだたか）
演：螢雪次朗
大井家当主。長窪城に籠城し、武田軍と戦うが、内応した相木市兵衛、芦田信守らにより捕らえられ城は落城。貞隆は甲府にて自害した。
大井行頼（おおい ゆきより）
演：上杉陽一
岩尾城主。平賀源心の娘婿。海ノ口城の戦いで平賀勢に加勢する。
笠原清繁（かさはら きよしげ）
演：ダンカン
志賀城主。美瑠姫の夫。上杉憲政と結んで武田に反抗する。しかし、頼みとしていた上杉勢が小田井原の戦いで先に敗れたため孤立無援となり、武田の降伏勧告にも応じず討死した。
楽厳寺雅方（がくがんじ まさかた）
演：諏訪太朗
布引城主。村上義清と共に長窪城から落ち延びた将兵を出迎える。
望月源三郎（もちづき げんざぶろう）
演：伊沢弘
望月家重臣。長窪城に籠城したが、勘助に通じていた相木市兵衛の策略により望月城へ向かったが、甘利虎泰に攻められ望月城は落城した。その後、布引城へ落ち延びた。
望月新六（もちづき しんろく）
演：松原正隆
望月源三郎の弟。長窪城に籠城したが、兄と共に望月城へ向かった。望月城落城後、布引城へ落ち延びた。

### その他

#### 矢崎家
矢崎平蔵（やざき へいぞう）
（平蔵→矢崎平蔵）
演：佐藤隆太
元は葛笠村の住人で、幼馴染のミツに惚れていた。村に来た勘助にライバル心を抱くが、やがては勘助を認め、ミツの幸せを見守るようになる。ミツが殺された後は武田に恨みを抱き、板垣信方に仕えた伝兵衛や太吉とは異なり、甲斐を出奔して終生武田家に抗い続ける。出奔後は真田幸隆に仕えたが、海ノ口城での敗戦後、行き倒れていたところを矢崎十吾郎親娘に助けられ、そのまま仕える。矢崎家の家来として修練や戦の経験を積む内に、村上義清にも認められる程の弓の名手となり、義清の近習となる。また、矢崎の娘、ヒサと結婚して十吾郎の婿養子となった。義清の敗北によりやがて上杉家へ身を投じ、宇佐美定満に接近することになる。宇佐美に勘助のような軍師になりたいという旨を語り、教えを請おうとした際、その才能を試すためと称した宇佐美の命により、長笈をそそのかして信玄を暗殺しようとするが、失敗。伝兵衛の計らいで甲斐から越後へと帰還した後に宇佐美の配下となる。
川中島の決戦（第四次川中島の戦い）では、瀕死の勘助から「（自分の）首を取れ」と言われるが、直後に矢を背中に受け重傷を負い、生還しようとして歩き続けたがついに力尽きて倒れてしまう。その後、戦死者から刀をはぎ取っていたおふくに見つかったところでドラマは終わっており、その後の生死は不明。
ヒサ
演：水川あさみ
矢崎十吾郎の娘。武器を持って戦うこともある男勝りの性格。小者となった平蔵に惚れていたが、父により諏訪西方衆の有賀家に嫁ぐ。有賀家は武田の諏訪侵攻で武田に味方したため矢崎家に戻るが、潜伏していた野武士に弄ばれ自害しようとする。しかし、父や平蔵に説得されて諏訪を落ち延び、武田家に抵抗し続けた。信濃に逃れた後、平蔵の妻となり彼との間に一男一女をもうけてからはこれまでの経験から「武田に仇なす者は死ぬ」と思うようになったこともあり、武田への復讐よりも平穏な暮らしを望んでいる。最終回では、二人の子供と共に平蔵の帰りを待つ姿が描かれた。
矢崎十吾郎（やざき じゅうごろう）
演：岡森諦
諏訪家に仕える地侍、ヒサの父。男手ひとつでヒサを育てる。最初はヒサが平蔵に思いを寄せているのに頭を痛め、諏訪西方衆の有賀家に輿入れさせた。諏訪家が武田に降った後は、諏訪を離れ大井貞隆、村上義清を頼ってあくまでも武田に抗う。寄親の須田新左衛門の名代として松尾城を攻めるが、真田幸隆の謀略によって討ち死にした。その後、平蔵とヒサによって墓を建てられ、平蔵はその墓に元は勘助のものだった摩利支天のお守りを供えた。後にその墓を勘助と幸隆、忍芽が見つけ、摩利支天のお守りは再び勘助の元へ戻った。
十吾郎（じゅうごろう）
演：吉田翔
平蔵とヒサの長男。祖父の名から命名。
ミツ
演：相原綺羅
平蔵とヒサの長女。十吾郎の妹。若い頃の平蔵が心を寄せていたミツの名から命名。

#### 朝廷
後奈良天皇（ごならてんのう）
演：市川段四郎
上洛した景虎に拝謁を許し、綸旨を与え、越後支配の大義名分と隣国の北条・武田を成敗することを認めた。
飛鳥井雅教（あすかい まさのり）
演：亀山助清
信虎の追放前に行われた今川館の連歌の会に出席した。
三条西実澄（さんじょうにし さねずみ）
演：光岡湧太郎
権大納言。勅使として甲斐に下向し、晴信との歌会に参加した。
四辻季遠（よつつじ すえとお）
演：西川瑞
中納言。勅使として甲斐に下向し、晴信との歌会に参加した。
三条公頼（さんじょう きみより）
演：小杉幸彦
左大臣（三条夫人の父）。晴信元服の際、勅使として甲斐に赴いた。
広橋兼秀（ひろはし かねひで）
大納言。上洛した景虎に対し、後奈良天皇の綸旨を与える。

#### 僧侶
清胤（せいいん）
演：佐藤慶
高野山金剛峰寺無量光院の住職。上洛中参詣に立ち寄った景虎は清胤の元で修行をした。また、一方では勘助が浪人時代に高野山を訪れた際、守り神の摩利支天を授けている。由布姫の喪に服すために訪れた勘助と、家臣同士の争いで出奔した景虎に対し、曼荼羅を見せて仏の教えを説いた。
津田監物（つだ けんもつ）
演：吉田鋼太郎
紀州根来寺の僧侶。名は算長。種子島まで赴いて火縄銃を学び、自身で製造を行う。浪人時代の勘助と面識があり、武田家へ鉄砲を納入した。また、越後へ潜入して長尾景虎に捕らえられていた勘助の危機を救った。
晃運字伝（こううん じでん）
演：冷泉公裕
もとは上州安中の長源寺住職。豪放磊落な性格。長野業正の元へ逃れてきた真田幸隆を長源寺で預かった。河越野戦の時、火縄銃で負傷した勘助を幸隆が長源寺に連れてきた時には馬糞汁を飲ませて手当てをした。
上州から武田家に仕官する幸隆に餞別として六道銭を渡し、松尾城に戻った幸隆はそれを元に六連銭を旗印とした。幸隆が本領復帰を果たした際に招かれ、真田氏の菩提寺の開山となり、幸隆が出家する時には彼を導いた。
森坊（もりのぼう）
演：大島宇三郎
将軍足利義輝の使僧として、甲斐に赴き、晴信に景虎との和睦を打診した。
岐秀元伯（ぎしゅう げんぱく）
演：小池榮
甲斐国長禅寺の僧。快川紹喜と共に武田晴信とは縁が深い。
天澤（てんたく）
演：笠井一彦
尾張清洲城近郊の天永寺の僧侶。桶狭間の戦いの前に信玄を訪れ、織田信長の人となりを語る。

#### その他
青木大膳（あおき だいぜん）
演：四方堂亘
元は北条氏の兵として「花倉の乱」に梅岳承芳（今川義元）方の援軍として参加した。そこでの乱暴狼藉を咎められたことに反発し、北条から出奔し今川への仕官を目指すことになる。今川とよしみを通じる山本勘助に接近し、「騙り者」と罵りながらも、仕官の道を探っていた。勘助が武田家に仕官するための策にまんまと乗り、勘助に斬殺された。
おふく
演：緑魔子
信州川中島近辺に住む謎の老婆。手製の秘薬で落ち武者の命を助けては、見返りの報酬を受け取るなどして生活していた。割ヶ嶽城攻めの際に戦傷し、行方不明であった原虎胤を治療し、また訪ねてきた勘助に川中島が霧で覆われる日を教える。一方で、上杉方の宇佐美にも霧の情報を教え、情報提供料を得ていた。最終回では川中島の決戦の後で辺り一面に転がる上杉・武田両軍の屍から金目の物を漁っている最中に、力尽きて倒れた平蔵と出会う。

## スタッフ
- 原作：井上靖（『風林火山』より 新潮社刊）
- 脚本：大森寿美男
- 音楽：千住明
- テーマ音楽演奏：NHK交響楽団
- テーマ音楽指揮：高関健
- 演奏：ワルシャワ・フィルハーモニー管弦楽団
- 指揮：マリオ・クレメンツ
- ハープ演奏：朝川朋之
- 題字：柿沼康二
- 語り：加賀美幸子
- 時代考証：柴辻俊六
- 風俗考証：二木謙一
- 建築考証：平井聖
- 衣裳考証：小泉清子
- 和歌考証：井上宗雄
- 殺陣武術指導：林邦史朗
- 所作指導：西川箕乃助
- 馬術指導：田中光法、辻井啓伺
- 仏事指導：金嶽宗信、山田亮匡、大澤聖寛
- 書道指導：望月暁云
- 医事指導：中村毅志夫
- 能楽指導：観世喜正
- 邦楽指導：本條秀太郎
- 華道・茶道指導：鈴木宗卓
- 横笛指導：藤舎貴生
- 琵琶指導：友吉鶴心
- 日本画指導：川瀬伊人、劉煐杲
- 貝合わせ指導：生越仁子
- 御所ことば指導：堀井令以知
- 京ことば指導：井上裕季子
- 山梨ことば指導：笠井一彦
- 長野ことば指導：麻生侑里
- 副音声解説：佐久田脩
- 撮影協力：山梨県、長野県、新潟県 / 岩手県遠野市、奥州市、福島県会津若松市、猪苗代町、茨城県つくばみらい市、常総市、埼玉県坂戸市、長野県長野市、千曲市、立科町、長和町、山梨県北杜市、神奈川県三浦市
- 資料提供：武田神社、恵林寺、根来寺、高野山金剛峯寺、高野山無量光院
- 和太鼓演奏：葛飾諏訪太鼓
- 御諏訪太鼓演奏：小口大八、御諏訪太鼓保存会
- 制作統括：若泉久朗
- 制作：中村高志
- 美術：青木聖和、犬飼伸治、清水謙輔、荒井敬
- 技術：田中満、川崎和彦
- 音響効果：和田尚也、石川恭男、今井裕
- 撮影：佐々木達之介、溜昭浩、細野和彦、石橋正和
- 照明：堀籠功、中山鎮雄、井内実、牛尾裕一
- 音声：野原恒典、山賀勉、鷲津寛厚、藤井芳保、高山幹久、山村隼之
- 映像技術：谷本将広、高橋佳宏、山田康一、吉田賢治、兼沢将人、片田直行、横田幹次
- 記録：佐藤秀城
- 編集：阿倍格
- 美術進行：高橋秀樹、松谷尚文、鴫原広起、柿崎恒明
- 演出：清水一彦、田中健二、磯智明、東山充裕 / 亀村朋子、福井充広、大杉太郎、清水拓哉（詳細は放送日程に記載）

風林火山紀行
- 語り：真下貴アナウンサー
- 二胡演奏：チェン・ミン（1月 - 3月）「風林火山〜異郷情〜」
- フラメンコギター演奏：沖仁（4月 - 6月）「風林火山〜巡礼紀〜」
- 津軽三味線演奏：上妻宏光（7月 - 9月）「風林火山〜月冴ゆ夜〜」
- ヴァイオリン演奏：千住真理子（10月 - 12月）「風林火山〜大河流々〜」

## 放送

### 通常放送時間
総合テレビ
- 本放送 日曜20:00 - 20:45
- 再放送 土曜13:05 - 13:50

衛星第2テレビ
- 日曜22:00 - 22:45（難視聴対策放送）

デジタル衛星ハイビジョン
- 日曜18:00 - 18:45

### 放送日程
- 第1回と最終回は60分の拡大版。
- 第14回は統一地方選挙（前半戦）、第30回は第21回参議院議員通常選挙の開票速報特番をそれぞれ20:00から放送したため、総合テレビの放送時間は19:15 - 20:00に前倒し。
- 第1回「隻眼の男」の再放送は、放送中に津波警報が出て放送が中断されたため、第2回「さらば故郷」の再放送と連続して1月20日に放送された。

| 放送回                                                    | 放送日   | 題              | 演出     | 風林火山紀行 |
| --------------------------------------------------------- | -------- | --------------- | -------- | --- |
| 第01回                                                    | 01月07日 | 隻眼の男        | 清水一彦 | 武田神社（山梨県甲府市）                                                                                              |
| 第02回                                                    | 01月14日 | さらば故郷      | 清水一彦 | 伝・山本勘助誕生地（静岡県富士宮市）                                                                                  |
| 第03回                                                    | 01月21日 | 摩利支天の妻    | 清水一彦 | 長谷寺（愛知県豊川市）                                                                                                |
| 第04回                                                    | 01月28日 | 復讐の鬼        | 清水一彦 | 山本勘助供養塔（山梨県北杜市）                                                                                        |
| 第05回                                                    | 02月04日 | 駿河大乱        | 清水一彦 | 花倉城跡（静岡県藤枝市） 臨済寺（静岡県静岡市）                                                                       |
| 第06回                                                    | 02月11日 | 仕官への道      | 磯智明   | 小田原城（神奈川県小田原市） 早雲寺（神奈川県箱根町）                                                                 |
| 第07回                                                    | 02月18日 | 晴信初陣        | 磯智明   | 真田氏本城跡（長野県上田市） 上田城跡（長野県上田市）                                                                 |
| 第08回                                                    | 02月25日 | 奇襲!海ノ口     | 田中健二 | 海ノ口城跡（長野県南牧村）                                                                                            |
| 第09回                                                    | 03月04日 | 勘助討たれる    | 田中健二 | 諏訪大社上社（長野県諏訪市） 諏訪大社下社秋宮（長野県下諏訪町） 上原城跡（長野県茅野市） 龍光山観音院（長野県岡谷市） |
| 第10回                                                    | 03月11日 | 晴信謀叛        | 清水一彦 | 宗泉院 山本勘助の供養塔（山梨県韮崎市）                                                                               |
| 第11回                                                    | 03月18日 | 信虎追放        | 清水一彦 | 万沢口（山梨県南部町） 大泉寺（山梨県甲府市）                                                                         |
| 第12回                                                    | 03月25日 | 勘助仕官        | 東山充裕 | 久遠寺（山梨県身延町） 下部温泉（山梨県身延町）                                                                       |
| 第13回                                                    | 04月01日 | 招かれざる男    | 磯智明   | 長禅寺（山梨県甲府市） 円光院（山梨県甲府市）                                                                         |
| 第14回※                                                   | 04月08日 | 孫子の旗        | 田中健二 | 菅田天神社（山梨県甲州市） 雲峰寺（山梨県甲州市）                                                                     |
| 第15回                                                    | 04月15日 | 諏訪攻め        | 東山充裕 | 高遠城址（長野県伊那市）                                                                                              |
| 第16回                                                    | 04月22日 | 運命の出会い    | 磯智明   | 桑原城址（長野県諏訪市）                                                                                              |
| 第17回                                                    | 04月29日 | 姫の涙          | 田中健二 | 小諸城跡 懐古園（長野県小諸市）                                                                                       |
| 第18回                                                    | 05月06日 | 生か死か        | 清水一彦 | 石積出（山梨県南アルプス市） 信玄堤公園（山梨県甲斐市竜王）                                                           |
| 第19回                                                    | 05月13日 | 呪いの笛        | 東山充裕 | 山本晴幸生誕地碑（愛知県豊橋市賀茂町）                                                                                |
| 第20回                                                    | 05月20日 | 軍師誕生        | 磯智明   | 葛尾城主郭跡（長野県坂城町）                                                                                          |
| 第21回                                                    | 05月27日 | 消えた姫        | 田中健二 | 松本城（長野県松本市）                                                                                                |
| 第22回                                                    | 06月03日 | 三国激突        | 福井充広 | 勝山城跡（山梨県都留市） 岩殿城跡（山梨県大月市）                                                                     |
| 第23回                                                    | 06月10日 | 河越夜戦        | 東山充裕 | 川越夜戦跡碑（埼玉県川越市）                                                                                          |
| 第24回                                                    | 06月17日 | 越後の龍        | 清水一彦 | 春日山城本丸跡（新潟県上越市）                                                                                        |
| 第25回                                                    | 06月24日 | 非情の掟        | 清水拓哉 | 山梨岡神社（山梨県笛吹市）                                                                                            |
| 第26回                                                    | 07月01日 | 苦い勝利        | 福井充広 | 志賀城跡（長野県佐久市） 小田井宿跡（長野県御代田町）                                                                 |
| 第27回                                                    | 07月08日 | 最強の敵        | 東山充裕 | 窪八幡神社（山梨県山梨市）                                                                                            |
| 第28回                                                    | 07月15日 | 両雄死す        | 清水一彦 | 伝板垣信方の墓（長野県上田市）                                                                                        |
| 第29回                                                    | 07月22日 | 逆襲!武田軍     | 田中健二 | 勝弦峠（長野県塩尻市） 首塚・胴塚（長野県塩尻市）                                                                     |
| 第30回※                                                   | 07月29日 | 天下への道      | 清水一彦 | 上杉家廟所 法音寺（山形県米沢市）                                                                                     |
| 第31回                                                    | 08月05日 | 裏切りの城      | 福井充広 | 根来寺（和歌山県岩出市）                                                                                              |
| 第32回                                                    | 08月12日 | 越後潜入        | 東山充裕 | 市河氏館跡碑（長野県栄村）                                                                                            |
| 第33回                                                    | 08月19日 | 勘助捕らわる    | 清水一彦 | 坂戸城館跡（新潟県南魚沼市）                                                                                          |
| 第34回                                                    | 08月26日 | 真田の本懐      | 田中健二 | 平井城址公園（群馬県藤岡市） 箕輪城跡（群馬県高崎市）                                                                 |
| 第35回                                                    | 09月02日 | 姫の戦い        | 福井充広 | 久能山東照宮（静岡県静岡市）                                                                                          |
| 第36回                                                    | 09月09日 | 宿命の女        | 東山充裕 | 鶏冠神社（山梨県甲州市） 黒川金山遺跡（山梨県甲州市）                                                                 |
| 第37回                                                    | 09月16日 | 母の遺言        | 清水一彦 | 生島足島神社（長野県上田市） 別所温泉（長野県上田市）                                                                 |
| 第38回                                                    | 09月23日 | 村上討伐        | 田中健二 | 自元寺（山梨県北杜市）                                                                                                |
| 第39回                                                    | 09月30日 | 川中島!龍虎激突 | 東山充裕 | 善光寺（長野県長野市）                                                                                                |
| 第40回                                                    | 10月07日 | 三国同盟        | 大杉太郎 | 善得寺公園（静岡県富士市）                                                                                            |
| 第41回                                                    | 10月14日 | 姫の死          | 清水一彦 | 上杉神社（山形県米沢市）                                                                                              |
| 第42回                                                    | 10月21日 | 軍師と軍神      | 田中健二 | 高野山（和歌山県高野町）                                                                                              |
| 第43回                                                    | 10月28日 | 信玄誕生        | 大杉太郎 | 恵林寺（山梨県甲州市塩山） 放光寺（山梨県甲州市塩山）                                                                 |
| 第44回                                                    | 11月04日 | 信玄暗殺        | 亀村朋子 | 甲斐善光寺（山梨県甲府市）                                                                                            |
| 第45回                                                    | 11月11日 | 謀略!桶狭間     | 清水一彦 | 桶狭間古戦場（愛知県豊明市、名古屋市） 大聖寺（愛知県豊川市）                                                         |
| 第46回                                                    | 11月18日 | 関東出兵        | 田中健二 | 厩橋城跡（群馬県前橋市）                                                                                              |
| 第47回                                                    | 11月25日 | 決戦前夜        | 田中健二 | 琵琶嶋城跡碑（新潟県柏崎市）                                                                                          |
| 第48回                                                    | 12月02日 | いざ川中島      | 清水一彦 | 海津城［松代城］（長野県長野市） 妻女山（長野県長野市）                                                               |
| 第49回                                                    | 12月09日 | 死闘川中島      | 清水一彦 | 八幡原史跡公園（長野県長野市）                                                                                        |
| 最終回                                                    | 12月16日 | 決戦川中島      | 清水一彦 | 武田家、その後 山本勘助の墓（長野県長野市） 景徳院（山梨県甲州市）                                                    |
| 平均視聴率18.7%（視聴率は関東地区・ビデオリサーチ社調べ） |          |                 |          | |

### 総集編
| 放送回 | 放送日   | 放送時間      | 題     |
| ------ | -------- | ------------- | ------ |
| 第一部 | 12月31日 | 13:55 - 14:53 | 風の巻 |
| 第二部 | 12月31日 | 15:00 - 15:58 | 林の巻 |
| 第三部 | 12月31日 | 16:00 - 16:58 | 火の巻 |
| 第四部 | 12月31日 | 17:00 - 17:58 | 山の巻 |

### 再放送
- 2017年4月2日からNHK BSプレミアムで毎週日曜午後12時より全50回がアンコール放送された。[22]

## エピソード
- NHKのラジオ番組で放送された脚本家らを集めた座談会で、プロデューサーが内野聖陽に勘助役を打診したところ、「（僕じゃ）かっこよすぎないですか?」と尋ね返された。小道具としての眼帯も複数製作された。時代劇では刀の鍔を利用することが多いが、本作の場合、山国の甲斐では藁製を、海がある駿河では鮑の貝殻を利用するなど細部にまで拘られている。眼帯は遠近感を失わせ演技上支障があることから、内野が撮影時に使うものには、うっすらと透けて見えるよう作られたものもある。内野は「眼帯を長時間装着しているため、その分左目が小さくなった。左足をひきずっての演技のため右足の筋肉だけが鍛えられてしまい、クランクアップ後に左眼同様左足についてもリハビリをしている」と述べている[要出典]。
- 内野聖陽は楽屋に誰よりも早く入り準備していた。印象に残った共演者に千葉真一・市川亀治郎・GACKT・貫地谷しほりを挙げている[23]。
- なかでも千葉真一について内野聖陽は「僕も殺陣が非常に好きで、普段から稽古しているんですが、千葉さんといえば、世界的にも有名で、アクションもすごいじゃないですか。そういう方と殺陣ができるのが、うれしくてしょうがなかった。千葉さんは『どっからでもかかっていらっしゃい』という感じでどっしりと構えている。僕もこの大きな胸を借りて、思いっきりやってやれという感じで、やらせていただきました。千葉さんはすごく情熱的な方で、収録が終わっても若い人を集めて酒を飲みながら演技について語っているんですよ。その仲間に僕も入れていただいて、電気が消えて『早く出て行ってください』と言われても、ひたすら飲んで語っていました（笑）。殺陣の極意をいろいろ聞かせていただいて、楽しかったですね。視聴者の方にはお教えできないテクニックも教わって、いろんな意味で勉強になりました（笑）[8][23]」と語り、本作における一番の思い出も「千葉さんとの殺陣（第4回「復讐の鬼」）」を挙げている[8][23]。
- 市川亀治郎は撮影時の様子を「（本作に出演するまで）テレビドラマに縁がないと思っていたけど、現場がよかった。千葉真一さんは僕に付きっきりで、映像のことを教えてくれた。従兄の香川照之は大河ドラマのスタッフさんを知ってるから、1日付いてくれて各部署に頭を下げてくれた」と振り返っている[24]。
- 第16回「運命の出会い」の収録時、由布姫役の柴本幸は激しい思いを演じるべくエネルギーを注ぎ込み、熱演のあまり意識を失ってその場に倒れこんでしまった[要出典]。
- 第42回「軍師と軍神」での勘助と景虎の殺陣は、段取りが分かっていたら迫真感に欠けてしまうという内野聖陽の考えで、ほぼ段取りなしの殺陣が収録され[25]、第43回「信玄誕生」では出家をした人物の演者（内野、市川亀治郎、宍戸開）、さらにはプロデューサーやスタッフまでもが実際に頭を剃り、丸坊主になった。佐々木蔵之介は他局ドラマの撮影と重なっていたため、カツラを装着している。
- 内野聖陽のクランクアップ時の会見では「この作品を誇りに思っています」と語って男泣きした。内野から翌年の『篤姫』の主人公・宮崎あおいへの、主役バトンタッチの儀式が行われた。これは唐沢寿明（『利家とまつ〜加賀百万石物語〜』）から市川新之助（『武蔵 MUSASHI』）へのバトンタッチ以来五年ぶりだった。
- 同年12月31日の『第58回NHK紅白歌合戦』に出場したGacktは、本作で使用した上杉謙信の甲冑を着込んで出場、歌唱中の映像には本作の映像も一部使用された。謙信を演じたことでその生き方に共感して大ファンとなり、2007年以降（2009年を除く）の謙信公祭でも謙信役として参加して乗馬を披露している[26]。本作では使われなかったが、Gacktは「RETURNER 〜闇の終焉〜」というイメージソングを作り、歌っている。
- 2008年4月に演劇になり、ドラマで信玄を演じた二代目市川亀治郎が勘助と信玄の二役、千葉真一がドラマと同じ板垣信方役で出演した（ ⇒ 詳細は#風林火山 晴信燃ゆを参照）。

## 風林火山 晴信燃ゆ
本ドラマを舞台化した作品。大森寿美男のドラマ脚本を元に、スーパー歌舞伎などの舞台作品を手がけている石川耕士が新たに脚本を担当する。ドラマで武田信玄（晴信）を演じた市川亀治郎が武田晴信と山本勘助の二役、晴信の傅役で武田家家老の板垣信方を演じたJJサニー千葉が同じ役で出演。ドラマでは描ききれなかった、晴信と板垣の主従関係に焦点を当てた物語が展開され、二人の“絆”がより深く描かれる。
市川亀治郎は歌舞伎以外の舞台での初主演、JJサニー千葉は22年ぶりの舞台出演となる。他に高橋和也と嘉島典俊もドラマと同じ役で出演。ドラマで常田隆永を演じた橋本じゅんは駒井政武役で出演する。また、由布姫役の守田菜生は本作で芸能デビューした。
戦国時代が題材となる現代劇の形式をとりながらも、劇場に花道を設置し、宙乗りや二役の早替わりなど歌舞伎独特の手法が導入され、新たな形の舞台が試みられた。音楽はドラマと同じ千住明のサウンドトラックを使用している。

### 概要
- 公演日：2008年4月5日 〜 27日
- 公演場所：日生劇場

### スタッフ
- 原作：井上靖（『風林火山』より 新潮社刊）
- 脚本：石川耕士
- 音楽：千住明

### 出演
- 武田晴信 / 山本勘助 - 市川亀治郎（二役）
- 駒井政武 - 橋本じゅん
- 馬場信春 - 高橋和也
- 武田信繁 - 嘉島典俊
- 三条夫人 - 尾上紫
- 武田信廉 - 松尾敏伸
- 由布姫 - 守田菜生
- 於琴姫 - 大和田美帆
- 武田信虎 - 笠原章
- 大井夫人 - 仁科亜季子
- 板垣信方 - JJサニー千葉

## 出版書籍

### 大河ドラマ・ストーリー
- 風林火山 前編 ISBN 978-4-14-923345-1
- 風林火山 後編 ISBN 978-4-14-923346-8
- 歴史ハンドブック 風林火山 ISBN 978-4-14-910617-5

### ノベライズ
- NHK大河ドラマ 風林火山 一．風の巻 ISBN 978-4-14-005509-0
- NHK大河ドラマ 風林火山 二．林の巻 ISBN 978-4-14-005510-6
- NHK大河ドラマ 風林火山 三．火の巻 ISBN 978-4-14-005511-3
- NHK大河ドラマ 風林火山 四．山の巻 ISBN 978-4-14-005512-0

### その他書籍
- 2007年大河ドラマ 『風林火山』完全ガイドブック（東京ニュース通信社版） ISBN 978-4-924566-63-7
- NHK大河ドラマ「風林火山」（角川書店版） ISBN 978-4-04-894480-9

### サウンドトラック
- 風林火山（東芝EMI）
- 風林火山 完結編（EMIミュージック・ジャパン）

### 吹奏楽譜
- 風林火山＜2007年NHK大河ドラマ「風林火山」テーマ曲＞（ウィンズスコア版）
- NHK大河ドラマ「風林火山」メイン・テーマ（Band Journal 2007年5月号・付録）
- 「風林火山」メインテーマ（ミュージックエイト版）

## DVD
- NHK大河ドラマ 風林火山 完全版 第一巻 2枚組。第1回から第7回までを収録。2008年1月25日発売。
- NHK大河ドラマ 風林火山 完全版 第二巻 2枚組。第8回から第15回までを収録。2008年1月25日発売。
- NHK大河ドラマ 風林火山 完全版 第三巻 2枚組。第16回から第23回までを収録。2008年1月25日発売。
- NHK大河ドラマ 風林火山 完全版 第四巻 2枚組。第24回から第27回までを収録。2008年1月25日発売。
- NHK大河ドラマ 風林火山 完全版 第五巻 2枚組。第28回から第35回までを収録。2008年3月21日発売。
- NHK大河ドラマ 風林火山 完全版 第六巻 2枚組。第36回から第43回までを収録。2008年3月21日発売。
- NHK大河ドラマ 風林火山 完全版 第七巻 2枚組。第44回から第50回までを収録。2008年3月21日発売。
- NHK大河ドラマ 風林火山 完全版 第壱集 7枚組。第1回から第27回までを収録。2008年1月25日発売。
- NHK大河ドラマ 風林火山 完全版 第弐集 6枚組。第28回から第50回までを収録。2008年3月21日発売。
- NHK大河ドラマ 風林火山 -総集編- DVD-BOX 2枚組。2008年3月26日発売。
- Gackt/天翔る 龍の如く 〜謙信、そしてGacktへ〜 上杉謙信を演じたGacktの魅力に迫るドキュメンタリー。2008年5月21日発売。

## 関連項目

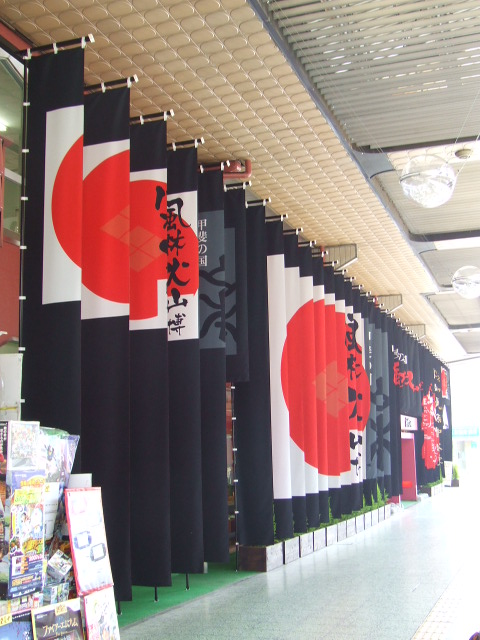
風林火山博